# République démocratique allemande
Allemagne de l'Est
Pour les articles homonymes, voir RDA et DDR.
« Allemagne de l'Est » redirige ici. Pour la partie orientale de l'Allemagne réunifiée, voir Allemagne de l'Est (région).
7 octobre 1949 – 3 octobre 1990
(40 ans, 11 mois et 26 jours)
Entités précédentes :
- Allemagne occupée (zone soviétique)

Entités suivantes :
- République fédérale d'Allemagne
Nouveaux Länder :
  -  Brandebourg
  -  Mecklembourg-Poméranie-Occidentale
  -  Saxe
  -  Saxe-Anhalt
  -  Thuringe
  -  Berlin

La République démocratique allemande (RDA) ; en allemand : Deutsche Demokratische Republik ou DDR, parfois traduit par République démocratique d'Allemagne), communément appelée Allemagne de l'Est, est un ancien État communiste européen créé le 7 octobre 1949 par le Parti socialiste unifié d'Allemagne, allié de l’URSS. Le territoire de la RDA correspond à la zone occupée par l'Armée rouge après la capitulation de l'Allemagne nazie.
Cet événement intervient après la fondation de la République fédérale d’Allemagne précédée par la trizone des puissances occupantes occidentales. Berlin-Est, le secteur soviétique de la ville, était la capitale de la RDA.
La RDA faisait partie des dictatures qui se revendiquaient comme des « démocraties populaires », politiquement affiliées à l'URSS au sein du bloc de l'Est.
À partir du 13 août 1961, l'enclave occidentale de Berlin-Ouest est séparée de Berlin-Est et du reste de la RDA par le mur de Berlin, qui devient l'un des symboles du « rideau de fer ». Le but étant d'empêcher la fuite vers l'ouest des citoyens est-allemands voulant échapper à la dictature.
L'effondrement du bloc de l'Est entraîne la disparition de la RDA, qui est absorbée par la RFA le 3 octobre 1990, près de 41 ans après sa fondation. Cela scelle le processus de réunification, formant ainsi l'Allemagne unifiée actuelle.
L’idéologie officielle de l’État était le marxisme-léninisme. Dans la recherche historique contemporaine, le système de gouvernement en RDA est parfois décrit soit comme relevant du « socialisme réel », soit comme communiste. Les dirigeants du pays le considéraient comme un « État socialiste des ouvriers et des paysans » et un État de paix, affirmant que la RDA prenait racine dans la guerre et la lutte contre le fascisme. L'antifascisme était devenu une doctrine d’État en RDA.

## Géographie

En vert : la République démocratique allemande et ses Länder jusqu'en 1952.

Le territoire de la RDA comprenait les lands allemands actuels de Mecklembourg-Poméranie-Occidentale, Brandebourg, Saxe, Saxe-Anhalt et Thuringe, ainsi que l’Amt Neuhaus et Bleckede-Wendischthun en Basse-Saxe ; l’inclusion de Berlin-Est était controversée. En termes d’espace naturel, la RDA s’étendait en moyenne sur environ 450 kilomètres dans une direction nord-sud, l’extension moyen-est-ouest était d’environ 250 kilomètres. Le point le plus septentrional de la RDA était marqué par Gellort sur l’île de Rügen, au nord-ouest du cap Arkona, le point le plus méridional Schönberg sur le Kapellenberg (Vogtland). Le point le plus à l’ouest était près du village de Reinhards dans le Rhön, le plus à l’est près de Zentendorf, entre Rothenburg et Görlitz.
Après la Seconde Guerre mondiale, le territoire allemand retrouvait ses frontières de 1937, moins les territoires situés à l'est de la ligne Oder-Neisse. Le territoire allemand en lui-même étant administré par chacun des quatre vainqueurs occidentaux (France, Royaume-Uni, États-Unis, URSS), chaque vainqueur disposant de sa propre zone d'occupation et de son quartier de la capitale. À la suite de désaccord entre les membres du bloc de l'Ouest (France, Royaume-Uni, États-Unis) et l'URSS, les zones d'occupation devinrent deux États distincts, la RDA étant fondée sur le territoire de la zone d'occupation soviétique.
Le territoire de la RDA était donc bordé à l’est par la Pologne, au sud par la Tchécoslovaquie, à l'ouest par la République fédérale d'Allemagne et au nord par les côtes de la mer Baltique.
Au centre du territoire se trouvait l’enclave ouest-allemande de Berlin-Ouest, cernée à partir de 1961 par les 155 km du mur de Berlin, dont 43,1 km à l'intérieur de la ville, la séparant de Berlin-Est, capitale de la RDA.
La plus grande partie du territoire de la RDA était constituée par une plaine formée de dépôts glaciaires coupée de collines basses et arrondies, et tributaire du bassin de l'Elbe comprenant notamment des affluents comme la Havel (dont la Spree est elle-même un affluent), la Saale et la Mulde.
Le point culminant de la RDA se trouvait alors dans les monts Métallifères, à la frontière tchécoslovaque, au Fichtelberg (1 214 mètres d'altitude).
Le sud de la RDA était composé de massifs et de bassins hercyniens découpés et drainés par les affluents de l'Elbe. Les massifs sont des chaînes de moyenne montagne (Harz, forêt de Thuringe, Rhön, monts Métallifères, massif gréseux de l'Elbe, Suisse saxonne, hautes terres de Lusace, monts de Zittau), dans lesquelles des paysages de bassin prononcés dépassent du nord (bassin lipsien, bassin de Thuringe). Les plus hautes altitudes de la RDA étaient le Fichtelberg avec 1 214,79 mètres, suivi par le Brocken (1 141,2 m) et l’Auersberg (1 019 m).
Au nord, la mer Baltique formait une frontière naturelle, les eaux territoriales de la RDA bordant en partie celles de la RFA, du Danemark et de la République populaire de Pologne.
Le nord et le centre de la RDA faisaient partie de la plaine d'Allemagne du Nord, datant de l’ère glaciaire, et occupaient les trois cinquièmes de la superficie totale du pays. Les paysages étaient constitués de terrains vallonnés et de moraines alternant avec des zones de sable plat et des vallées proglaciaires (plateau des lacs mecklembourgeois, Märkische Seen). La plupart des lacs de la RDA se trouvent dans cette plaine, notamment le lac Müritz ainsi que le lac de Schwerin et le Plauer See, également les plus grandes eaux intérieures. Rügen, Usedom, Poel et Hiddensee ainsi que la péninsule de Fischland-Darß-Zingst appartenaient à la RDA ; il s'agit des plus grandes îles quant à la superficie.

### Frontière inter-allemande

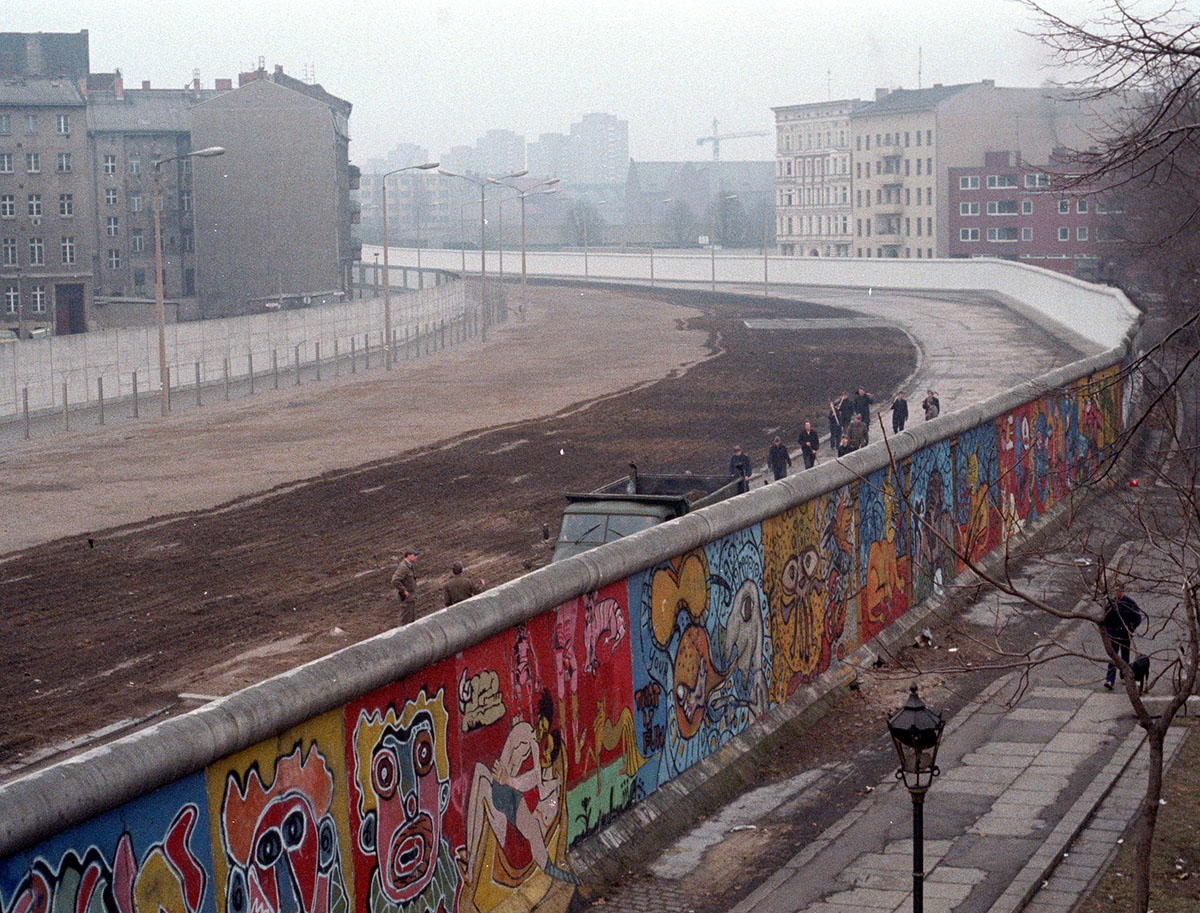
Le mur de Berlin en 1986.

Les 1 393 km de frontière avec l’Allemagne de l’Ouest constituaient une des parties les plus surveillées du « Rideau de fer ». La limite administrative séparant les Länder de Mecklembourg-Poméranie-Occidentale, de Saxe-Anhalt, de Thuringe et de Saxe, de ceux de Schleswig-Holstein, de Basse-Saxe, de Hesse et de Bavière suivent toujours le même tracé.
Ses installations de sécurité, qui n'occupaient pas moins de 344 km2 en territoire est-allemand, étaient équipées de 80 500 km de barbelés et 2 230 000 mines. Les 14 000 soldats qui étaient affectés en permanence à la surveillance de la frontière pouvaient tirer sans sommation contre toute personne qui tentait de franchir cette frontière. Ces militaires étaient secondés par 600 chiens.
Les 155 km du mur de Berlin (dont 43,1 km sur sa longueur intra-berlinoise) qui entourait Berlin-ouest, venait compléter l'ensemble du dispositif.

### Cours d'eau
L'Elbe et l’Oder, reliés par divers canaux navigables (canal Oder-Havel, canal Oder-Spree), étaient les deux plus grands bassins versants du territoire de la RDA. L’Elbe avec ses nombreux affluents directs et indirects de la Saale, de la Havel, de la Mulde et de la Sprée drainait la majeure partie du territoire de la RDA dans la mer du Nord.

### Divisions administratives

#### À la fondation de la RDA

Les 15 Bezirke (districts) de 1952 à 1990.

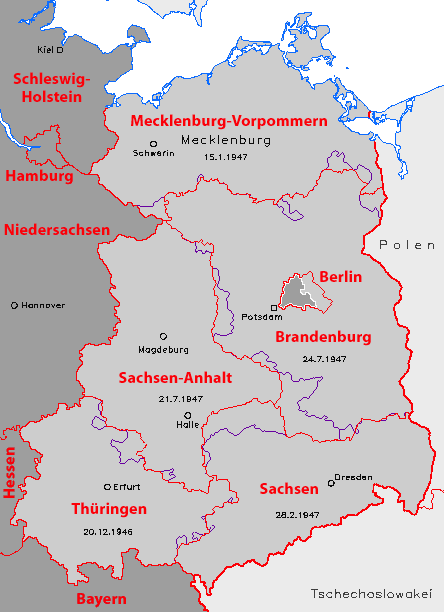
Frontières des cinq Länder est-allemands de 1947 à 1952 (traits violets) et après la réunification en 1990 (traits rouges).

À la fondation de la RDA, le territoire était divisé en cinq Länder : Brandebourg, Mecklembourg, Saxe, Saxe-Anhalt et Thuringe.

#### Thuringe
L'ancien Land de Thuringe était divisé en trois districts : Erfurt, Suhl, Gera.
La forêt de Thuringe présente un relief orienté N.-O.-S.-E. Le terrain est composé de grès, dominé par des sommets arrondis.

##### Saxe
L'ancien land de Saxe s'étendait sur le versant nord-ouest de l'Erzgebirge (monts Métallifères), découpé en collines et en plateaux de grès par les réseaux de l'Elster, de la Mulde et de l'Elbe.

#### Après la réforme de 1952
La réforme territoriale de 1952 met un terme à la forme fédérale de l’État et ces Länder sont supprimés. Le territoire est-allemand est alors divisé en 15 Bezirke (districts) :
1. District de Berlin
2. District de Dresde
3. District de Karl-Marx-Stadt
4. District de Leipzig
5. District de Gera
6. District de Erfurt
7. District de Suhl
8. District de Halle
9. District de Magdebourg
10. District de Cottbus
11. District de Potsdam
12. District de Frankfort
13. District de Neubrandenbourg
14. District de Schwerin
15. District de Rostock

### À la réunification
Lors de la réunification allemande (Wiedervereinigung), le 3 octobre 1990, les cinq anciens Länder sont reconstitués, avec toutefois quelques modifications de frontières et des changements de dénomination (ainsi le « Mecklembourg » devient « Mecklembourg-Poméranie-Occidentale »). Ces Länder furent désignés sous le terme de « nouveaux États fédéraux » (Neue Bundesländer).

#### Capitale: Berlin-Est
Berlin-Est, en allemand Ost-Berlin ou Berlin (Ost), est le nom de la partie du Grand Berlin qui a formé le secteur soviétique après l'occupation de la ville en 1945 par les puissances victorieuses de la Seconde Guerre mondiale jusqu'en 1990.
Après la conquête de la ville pendant la bataille de Berlin, l'Armée rouge se retire des secteurs occidentaux constitués par les décisions de la conférence de Yalta à l'été 1945. En 1952, la zone d'occupation soviétique devient le quinzième district de la RDA.
Géographiquement, Berlin-Est s'étendait aux zones des quartiers actuels de Treptow-Köpenick, Marzahn-Hellersdorf, Lichtenberg, Pankow et les quartiers de Mitte et Friedrichshain.
Le terme « Berlin-Est » était également utilisé dans le langage occidental pour faire la distinction entre les secteurs soviétique et américain, français et britannique, qui étaient dénommés Berlin-Ouest. Berlin-Est était donc le centre administratif de la zone d'occupation soviétique (SBZ) et plus tard, après la fondation de la RDA, la capitale de la République démocratique allemande. Cependant, le terme « Berlin-Est » ne faisait partie de la langue officielle ni dans l'ancienne République fédérale ni en RDA.
La désignation officielle est modifiée à la suite de la division de la ville en 1948 en secteur démocratique (de Berlin), ou Berlin démocratique, puis après la construction du mur de Berlin en Berlin, capitale de la RDA ou Berlin. L'usage officiel en RDA jusqu'aux années 1970 consiste à donner un nom distinct à la seule partie ouest de la ville (Berlin-Ouest), tandis que la partie orientale est brièvement appelée Berlin.
En vertu du droit international, le secteur soviétique de Berlin était un des quatre secteurs sous la souveraineté des quatre puissances : États-Unis, Union soviétique, Royaume-Uni et France ; dans la vision occidentale, la partie orientale de Berlin n'a jamais appartenu à la SBZ ou à la RDA.
La ville de Berlin fut également réunifiée et forme aujourd’hui un Land à part entière.

## Population

### Démographie
En 1950, la RDA compte 18 388 000 habitants (Berlin-Est compris). La population a par la suite décru :
| Année | Nombre d'habitants |
| ----- | ------------------ |
| 1961  | 17 079 000         |
| 1980  | 16 740 000         |
| 1985  | 16 640 000         |
| 1990  | 16 028 000         |

Cette baisse de la population peut s'expliquer par plusieurs facteurs :
- une partie de la population, attirée par le niveau de vie à l'Ouest, quittait le territoire. Il s'agissait majoritairement de personnes jeunes ainsi que de personnes ayant un niveau de formation universitaire, deux profils de citoyens qui représentaient l'avenir et la force du pays[réf. nécessaire].
- des Allemands originaires des anciens territoires de l'Est de l'Allemagne, expulsés, ne reçoivent pas d'indemnisations de la part de la RDA. Seule la RFA proposant des indemnisations[6] ;
- la réduction du taux de natalité, notamment par l’introduction de la pilule contraceptive et à la suite de la légalisation de l’avortement. L’historien social et sociétal Hans-Ulrich Wehler voit le faible taux de natalité comme étant dû à la « réticence de beaucoup à élever des enfants dans cet État »[6] ;
- l’augmentation du taux de mortalité, provoqué notamment par un taux de suicide en RDA qui était le deuxième plus élevé d’Europe[6].

La baisse du nombre d'habitants est particulièrement importante jusqu'en 1961, année pendant laquelle le mur de Berlin a été érigé pour justement arrêter cet exode vers l'Ouest,
La baisse plus importante (que dans les 15 années précédentes) de la population entre 1985 et 1990 s'explique d'une part par le fait que les autorisations de sortie du territoire ont été plus facilement délivrées à partir du milieu des années 1980 et d'autre part par le fait que de nombreuses personnes ont profité, dès juin 1989, de l'ouverture de la frontière austro-hongroise, sans oublier les « trains plombés », qui ont emmené en RFA les citoyens est-allemands qui avaient trouvé refuge dans les ambassades ouest-allemandes d'autres pays du bloc communiste[réf. nécessaire].

### Langues
La zone où se trouvait la RDA appartient à la zone germanophone. Dans certains arrondissements des districts de Dresde et de Cottbus, les langues slaves occidentales haut sorabe et bas sorabe étaient officiellement reconnues en vertu du droits des minorités.
La ligne de Benrath divise le pays d'ouest en est au niveau des districts de Magdebourg, Potsdam et Francfort-sur-l'Oder ou sur une ligne située entre Nordhausen et Francfort. Au nord, on trouve les dialectes plattdeutsch du bas allemand oriental de Mecklembourg-Poméranie-Occidentale et du Brandebourgeois (en). Les dialectes de Westphalie orientale et de Brunswick-Lüneburg tels que l'« Elbostfälisch » et le « Heideplatt » sont également représentés à la frontière avec l'état de Basse-Saxe. L'un des dialectes allemands du centre-est est parlé au sud de la ligne de Benrath, où vivaient environ 60 % de la population de la RDA. Ce groupe comprend le dialecte Südmark et le groupe dialectal Thuringien-haut-saxon (de). La zone au sud du Rennsteig dans le district de Suhl appartient à la zone linguistique de la Franconie orientale. Dans le sud du Vogtland (districts d'Oelsnitz et de Kreis Klingenthal), on parle le dialecte haut-allemand du nord de la Bavière ainsi que les dialectes haut-allemands du Vogtland et, plus à l'est, le dialecte de l'Erzgebirge. Dans la région de Görlitz, qui appartenait à la province de Basse-Silésie jusqu'en 1945, le dialecte silésien reste employé.

### Religions

#### Culte d'État
Dans les années 1950, le parti au pouvoir SED entame une guerre culturelle contre les Églises chrétiennes afin de « former des personnalités socialistes » dans les générations à venir et de les éloigner des Églises, et introduit à partir de 1954 le « rituel d'initiation des jeunes socialistes ». À partir des années 1970, près de 99 % des jeunes de 14 ans participent à cette activité de substitution quasi religieuse, qui vient contrecarrer la confirmation et la communion, conjuguée au vœu de servir la RDA. En outre, des cérémonies individuelles telles que la « consécration socialiste nominale » (en remplacement du baptême), les mariages et les enterrements socialistes apparaissent comme un substitut de la religion, similaires aux rites chrétiens correspondants. En 1957, Ulbricht donne à l'initiation des jeunes un caractère étatique et, en employant divers moyens de pression, en fait un événement obligatoire de facto. Alors que plusieurs tentatives d'introduire une consécration socialiste des travailleurs échouent, un « culte d'État » distinct se développe, avec des fêtes socialistes, des formes de culte de la personnalité et une ritualisation de l'armée. En 1958, la religion d'État socialiste créée par Walter Ulbricht comme substitut de l'éthique énonce les Dix commandements de la morale socialiste. En 1988, le SED fonde l'Association des libres penseurs, contrôlée par la Stasi, en remplacement de l'offre pastorale des églises.

## Histoire
Le projet de république démocratique allemande est développé dans un texte, le Friedensmanifest, publié en décembre 1942[source insuffisante].

### Immédiat après-guerre (1945-1949)
Après la chute du IIIe Reich, le territoire allemand est administré par les quatre puissances alliées. Selon les termes de la conférence de Potsdam, l’occupation doit être temporaire, le rétablissement de la souveraineté de l’Allemagne devant se faire rapidement.

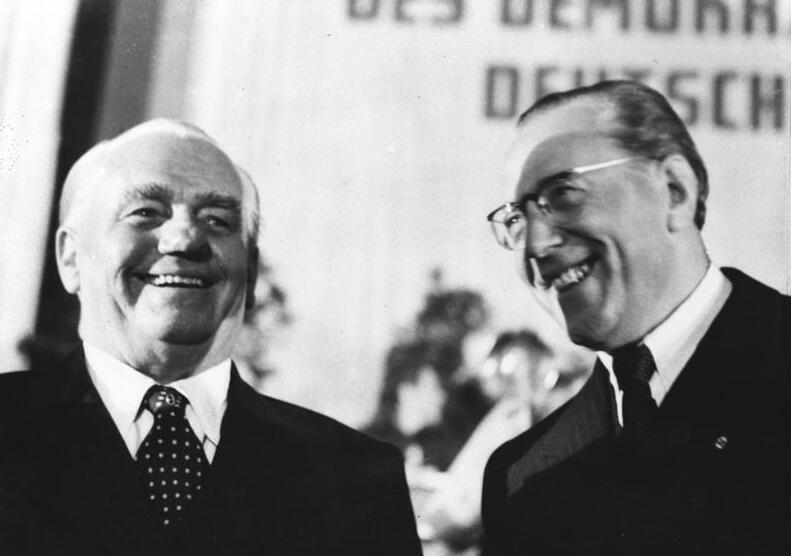
Wilhelm Pieck (à gauche) et le président du Conseil Otto Grotewohl lors de l'élection de W. Pieck au poste de président de la RDA. Photo prise le 11 octobre 1949.

Rapidement cependant des tensions apparaissent entre les trois puissances occidentales (les États-Unis, le Royaume-Uni et la France) d'une part et l’URSS d'autre part.
Pour mettre en œuvre leur politique, les Soviétiques décidèrent de faire appel au Nationalkomitee Freies Deutschland (« Comité national pour une Allemagne libre » ou NKFD), une organisation de résistance anti-nazi fondée à Moscou en 1943 par les membres du comité central du Parti communiste d'Allemagne (KPD) exilés en URSS. Elle était dirigée par le poète Erich Weinert et entouré de membres influents du parti, tels que Wilhelm Pieck et Walter Ulbricht, qui seront par la suite dirigeants de la RDA.
En septembre 1945, la réforme agraire exproprie les grands propriétaires terriens. Des mesures d’épuration d'anciens nazis de la population sont mises en place. En avril 1946, les antennes locales du Parti communiste d'Allemagne (KPD) et le Parti social-démocrate d'Allemagne (SPD) fusionnent pour donner le Parti socialiste unifié d'Allemagne (Sozialistische Einheitspartei Deutschlands – SED).
La dégradation des relations entre les quatre puissances occupantes de l’Allemagne, qui occupent également chacune un des quatre secteurs de Berlin, ainsi que les divergences sur le statut à adopter pour Berlin-Ouest conduisent au blocus de Berlin entre juin 1948 et mai 1949, matérialisé par la fermeture des voies d’accès terrestres à Berlin-Ouest à partir de l’Allemagne de l’Ouest à travers la zone soviétique.
Les Occidentaux mettent alors en place un pont aérien massif jusqu'à la levée du blocus en mai 1949.

### Fondation de la RDA et construction du socialisme (1949-1961)

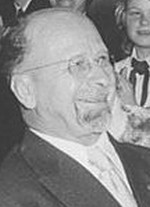
Walter Ulbricht.

La République fédérale d'Allemagne est fondée le 23 mai 1949 dans la Trizone occidentale.
En réponse, les Soviétiques instituent la République démocratique allemande le 7 octobre 1949 dont le premier président est Wilhelm Pieck (1876–1960), le premier ministre-président Otto Grotewohl (1894–1964). Berlin-Est, le secteur soviétique de la ville, en devient la capitale.
Cependant, l’homme fort de la RDA est Walter Ulbricht, secrétaire général du comité central du SED.
Le contrôle du régime sur la population est exercé à partir de 1950 par la Stasi, qui surveille la vie des habitants (7 millions de personnes fichées) et élimine les contestataires repérés par son réseau d’informateurs et d’agents (175 000 à 194 000 collaborateurs non officiels),.
Le secteur industriel, qui emploie 40 % de la population active en 1950, est soumis à la nouvelle politique de nationalisation qui aboutit à la formation d’« entreprises populaires » (« Volkseigener Betrieb » (VEB)) qui représenteront 75 % du secteur industriel. Le premier plan quinquennal (1951-55) présenté par l'État prévoit de hauts quotas de production pour l'industrie lourde et l'augmentation de la productivité du travail ; les pressions du plan renforcent l’exode de citoyens est-allemands.
Le 16 juin 1953, à la suite d’une augmentation de 10 % des quotas de production des travailleurs construisant le boulevard Staline, les émeutes de juin 1953 éclatent à Berlin-Est. Au cours de ces émeutes, 60 000 manifestants s'en prennent aux symboles du pouvoir. L'agitation gagne le reste du pays dès le lendemain. Walter Ulbricht fait appel aux troupes soviétiques qui rétablissent l’ordre en provoquant la mort de 55 personnes et une vague d’arrestations et de condamnations à la prison de plus de 10 000 personnes. Les désordres s’arrêtent à partir du 23 juin.
Les autorités décident alors de renforcer la répression : 1 500 condamnations seront prononcés et 600 000 membres du SED exclus[réf. nécessaire].
En 1955, le pacte de Varsovie est créé et la Nationale Volksarmee intègre ce dispositif militaire[réf. nécessaire].

### La stabilisation (1961-1970)

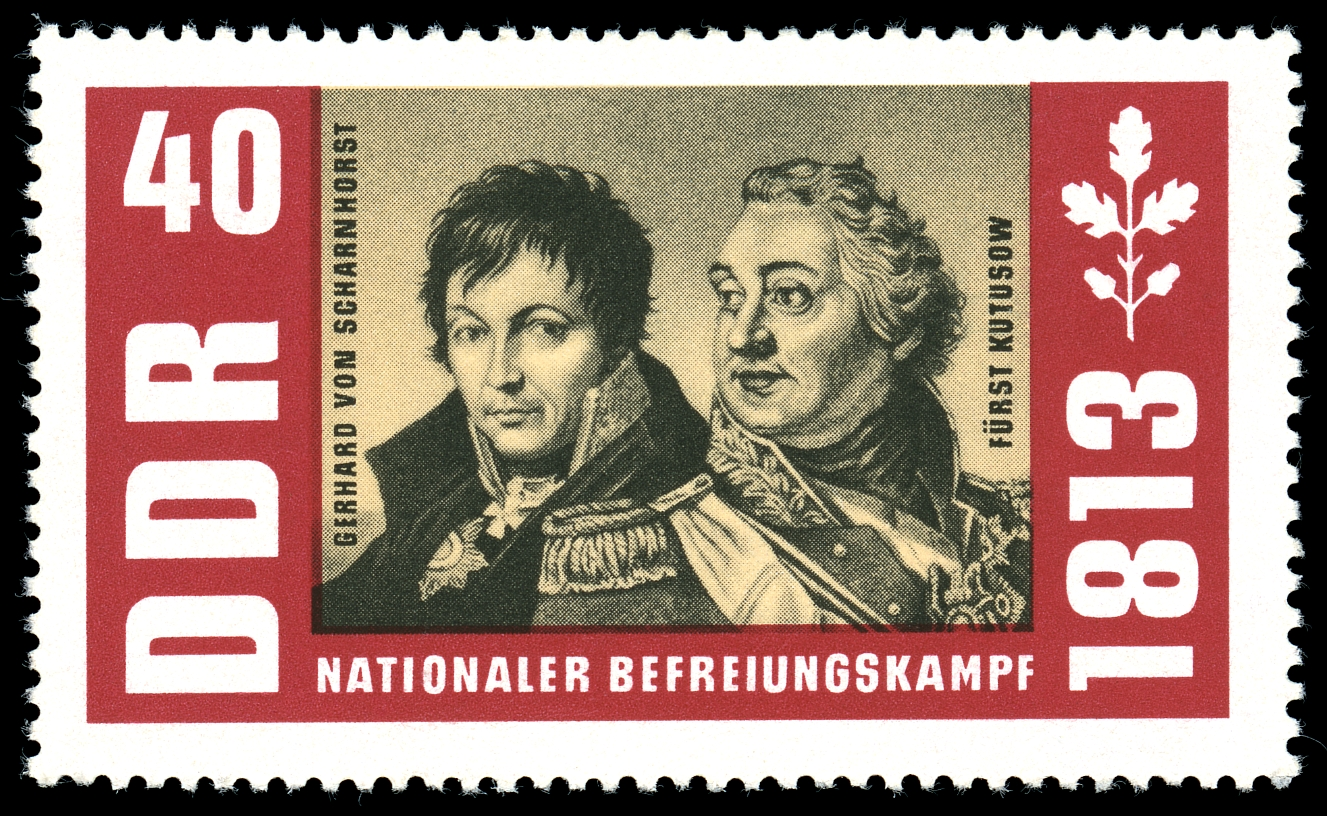
Timbre-poste est-allemand représentant Gerhard von Scharnhorst et Mikhaïl Koutouzov pour le anniversaire de la « guerre de libération » contre Napoléon, 1963.

Entre 1949 et 1961, la différence entre la situation économique, sociale et politique de la RDA et de la RFA se creuse. En effet, la RFA est alors en pleine expansion économique, ses salaires sont plus élevés,. À la prospérité économique s'ajoute son respect des libertés individuelles.
Cela pousse plus de trois millions de personnes, en particulier les travailleurs qualifiés (fuite des cerveaux) à émigrer en Allemagne de l'Ouest.
La population était estimée en 1960 à 16 203 600 habitants en RDA, pour 53 372 600 pour la RFA. Cet exode fera dire à Willy Brandt, alors maire de Berlin-ouest, qu'en fuyant, les Allemands de l’Est « votaient avec leurs pieds ». L'ambassadeur d'URSS en RDA Mikhail Pervoukhine affirma lui-même que les Soviétiques étaient conscients que l’existence d’une frontière ouverte entre les mondes socialiste et capitaliste amènerait la population à comparer le niveau de vie dans les deux parties de la ville, et que cette comparaison « ne tournait pas à l’avantage du Berlin démocratique » (c'est-à-dire Berlin-Est),. Dans le jargon est-allemand, cette émigration était appelée Republikflucht (ou « la fuite de la République »).
La pérennité de la RDA étant menacée (les personnes fuyant la RDA étant souvent des personnes qualifiées), Staline propose en 1952, dans une note, la réunification allemande et la neutralité du futur pays. Cette démarche est refusée par les puissances du bloc de l’Ouest qui la juge peu sincère, estimant que c’est un moyen pour l’URSS de prendre à terme le contrôle du futur ensemble qui sera trop faible pour se défendre. Finalement, la fermeture des frontières (mise en place d’un « rideau de fer ») fut décidée et le mur de Berlin construit à partir du 13 août 1961 pour « protéger le socialisme ».
La construction du mur de Berlin (ainsi que le renforcement des contrôles sur le rideau de fer dans sa section interallemande) commence dans la nuit du 12 au 13 août 1961 avec la pose de grillages et de barbelés autour de Berlin-Ouest, dispositif progressivement remplacé par un mur de briques, puis de béton. L'objectif est d'empêcher l'émigration des citoyens est-allemands vers l'Ouest via le secteur occidental de la ville.
Les soldats est-allemands reçoivent l'ordre d'ouvrir le feu sur toute personne qui tenterait de franchir la frontière.
Paradoxalement, la fermeture de la frontière fait entrer la RDA dans une période de desserrement idéologique, correspondant à la fin de la période Khrouchtchev en URSS. Dans la première moitié des années 1960, les artistes est-allemands adoptent progressivement une liberté de ton, qui est finalement sanctionnée lors du XIe plénum du SED en 1966.[réf. nécessaire]
Au début des années 1960, le fonctionnement de l'agriculture est modifié avec la collectivisation des terres et du bétail.

### La stabilité et la crise (1971-1980)

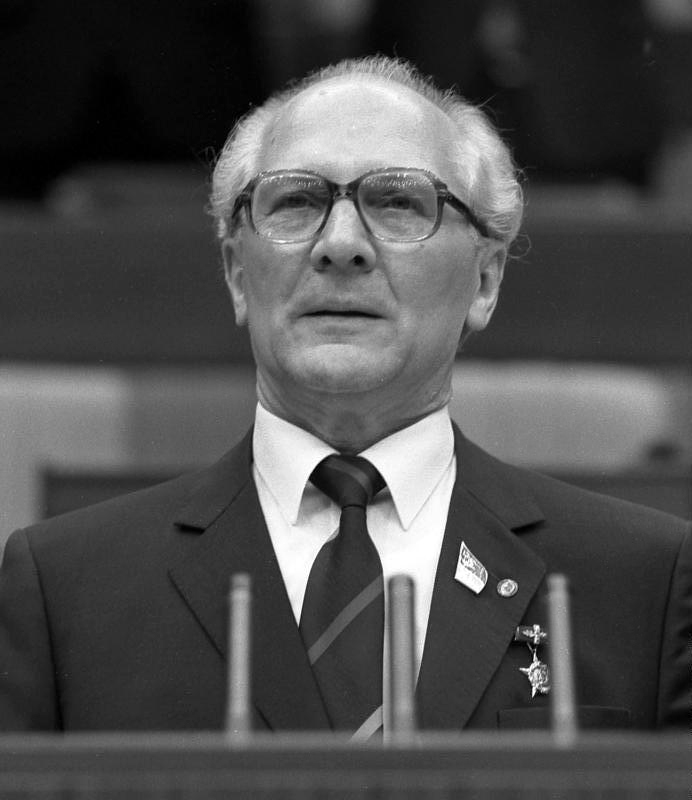
Erich Honecker.

En 1971, Erich Honecker remplace Walter Ulbricht. D'une part, Ulbricht est hostile à la politique de détente menée par Willy Brandt et Leonid Brejnev. Ensuite la RDA connaît de mauvais résultats économiques : l’écart se creuse au profit de la RFA et une demande criante en biens de consommation et de logements se fait entendre à la base.
L'arrivée du nouveau président du Conseil d'État, considéré comme un modéré, marque une certaine ouverture sur le plan culturel (tolérance vestimentaire et vis-à-vis du rock, fin du brouillage des télévisions ouest-allemandes) et un nouvel essor économique. Les performances économiques font que Honecker qualifia en 1971 la RDA de « socialisme réellement existant » (« real existierender Sozialismus ») — expression qui inspirera Léonid Brejnev pour le « socialisme développé » soviétique —, qui fut souvent interprétée comme une orthodoxie qui ne nécessite plus de réformes,. Un programme de logements neufs est également lancé.[réf. nécessaire] Toutefois, cette période d'ouverture voit ses limites dans l'affaire Wolf Biermann en 1976[réf. nécessaire].
Le 21 décembre 1972 est signé à Berlin-Est le Traité fondamental (Grundlagenvertrag), qui régularise les relations entre les deux États allemands qui reconnaissent ainsi leur existence mutuelle. Cet accord est le résultat d'une initiative qui s'inscrit dans l'Ostpolitik du chancelier ouest-allemand Willy Brandt. Avant la signature de ce traité, la RDA n'était reconnu que par les pays du bloc l'Est et certains pays du Tiers monde. Après son entrée à l'ONU en 1973, la RDA peut établir des relations diplomatiques avec presque tous les États.
Malgré ce rapprochement, la RDA reste allié de l'Union soviétique jusqu'au début des années 1980[réf. nécessaire]. Calquant sa politique extérieure sur celle du « grand frère » soviétique, le régime est-allemand apportera son soutien technique, logistique et financier aux divers mouvements, régimes, guérillas (Angola et Mozambique, par exemple) et organisations « terroristes » (généralement d'obédience marxiste comme la Fraction armée rouge), qui agissent alors à travers le monde (voir l'article sur la Stasi).
La politique économique d'Honecker est contestée, notamment par Willi Stoph. En 1976, Honecker le rappelle à la tête du gouvernement pour maîtriser les difficultés.
Depuis 1971, Honecker essaye de freiner le mécontentement de la population en facilitant la consommation, notamment en faisant appel à la RFA. En 1977, la RDA commande un important nombre de voitures Volkswagen. Le commerce entre les deux États n'est pas soumis à des droits de douane. Le rachat par la RFA de prisonniers politiques est-allemand est également une autre source de revenus.
Parallèlement, la chute de la natalité est enrayée. alors que la RDA comptait seulement 180 000 naissances, en 1978 elle en compte 232 000 naissances.
Le pays connaît de graves difficultés économiques, illustrées par la « crise du café » entre 1976 et 1978[réf. nécessaire]. La nouvelle politique économique mise en œuvre par l'équipe au pouvoir est réalisée au prix d’un endettement auprès des pays occidentaux, qui passe de deux milliards de Valuta marks (la monnaie de la RDA) en 1970, à 27,9 milliards en 1980, dette qui ne peut être résorbée car la RDA possède de moins en moins de biens à exporter vers les pays « capitalistes ».
À partir de 1979, les écrivains ne peuvent plus publier librement à l'Ouest sans passer par un Bureau des droits d'auteur, qui constitue un système de censure.
Parallèlement, la RDA soutient plusieurs mouvements de libération nationale en Afrique. Il est supposé qu'à la fin des années 1970, il y a entre 15 000 et 20 000 ressortissants.

### La crise et la fin (1981-1990)

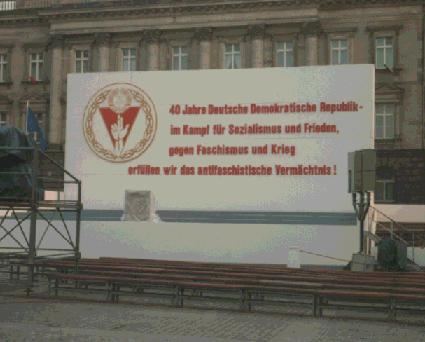
Annonce du de la RDA, septembre 1989.

La situation économique continue de s'aggraver au point que l'existence même du bloc de l'Est est en péril à la fin des années 1980[réf. nécessaire].
À partir de 1985, Mikhaïl Gorbatchev met en place en URSS une politique de glasnost (transparence) et de perestroïka (reconstruction), destinée à résoudre les graves problèmes socio-économiques que connaît l'ensemble du bloc de l'Est[réf. nécessaire].
En raison de la crise politique et économique, l’émigration devient très importante en 1989 ; les émigrants passent à l'Ouest par l'intermédiaire de pays « frères » moins regardant en matière d'émigration, tels que la Tchécoslovaquie et surtout la Hongrie (à la suite de l'ouverture de la frontière avec l'Autriche)[réf. nécessaire]. Les départs de l’élite intellectuelle de la RDA (scientifiques, techniciens, ingénieurs, médecins, cadres, ouvriers spécialisés, etc.) renforcent la crise, ce qui accroît le mécontentement populaire[réf. nécessaire].
Mikhaïl Gorbatchev indique le 6 juillet que l'Union soviétique n'interviendra pas pour réprimer les mouvements qui agitent la RDA. Entre septembre 1989 et mars 1990 ont lieu les « manifestations du lundi » (Montagsdemonstrationen), particulièrement à Leipzig, au cours desquelles les Allemands de l'Est réclament des réformes et notamment la liberté de circulation vers l'Ouest (cette liberté de circulation vers l'Ouest sera effective dès le 9 novembre 1989, date de la « chute du mur »)[réf. nécessaire]. Ces manifestations gagnent progressivement en ampleur. Le conseil des ministres de la RDA démissionne le 8 novembre 1989, suivi par le Politbüro le 9 novembre. Dans la soirée du 9 novembre 1989, Günter Schabowski, membre du comité central du SED, annonce, lors d'une conférence de presse, la levée de toutes les restrictions de voyage et l'ouverture des frontières, provoquant un afflux de personnes aux postes de passage le long du mur de Berlin, puis l'ouverture du mur. Le 18 novembre, le cabinet Modrow est constitué.
Continuellement en crise économique, le pays est en proie à des tensions internes majeures qui culminent lors de la chute du mur de Berlin le 9 novembre 1989. À partir de cette date — qui marque une véritable rupture —, le pays se démocratise et des élections libres tenues le 18 mars 1990 conduisent à ce que le Parti socialiste unifié d'Allemagne perde le contrôle majoritaire de la Chambre du peuple (le Parlement est-allemand)[réf. nécessaire]. Le 23 août, la nouvelle assemblée vote l’extension de la Loi fondamentale de la République fédérale d'Allemagne aux territoires de la RDA à effet du 3 octobre 1990, ce qui provoque la disparition de la République démocratique allemande à cette date[réf. nécessaire].

### La réunification et ses conséquences
Plutôt que de faire voter une nouvelle Constitution, comme le prévoyait la Loi fondamentale de la RFA, le gouvernement choisit d'étendre la Loi fondamentale ouest-allemande à l'ex-RDA.
Des élections libres qui se tiennent le 18 mars 1990, consacrent la victoire de la coalition conservatrice (cabinet de Maizière) de l'« Alliance pour l'Allemagne » (Allianz für Deutschland), menée par la CDU est-allemande, l'Union sociale allemande (DSU) et le Demokratischer Aufbruch (DA). La nouvelle Volkskammer élue opte pour une réunification rapide en utilisant l'article 23 de la loi fondamentale de la République fédérale d'Allemagne qui permettait une adhésion unilatérale d’un Land à la RFA. Pour cela, les cinq Länder supprimés en 1952 sont reconstitués. Les modalités de la réunification furent fixées par le traité d'unification (Einigungsvertrag) signé à Berlin le 31 août 1990 et ratifié le 20 septembre par la Chambre du peuple avec 299 voix contre 80. Lors de la réunification le 3 octobre 1990 à minuit, l’Allemagne réunifiée recouvre sa pleine souveraineté, en vertu du traité de Moscou. À cette date, les principales structures institutionnelles de la RDA cessent de fonctionner en tant que telles et sont soit dissoutes soit intégrées aux structures de la RFA.
Selon Le Monde diplomatique, pour certains observateurs et une partie des Est-allemands, il ne s'agit pas à proprement parler d'une réunification mais plutôt d'une « annexion ». Wolfgang Schäuble, ministre de l'Intérieur de la RFA chargé des négociations du traité d'unification, affirme devant les membres de la délégation est-allemande : « Il s'agit d'une entrée de la RDA dans la République fédérale, et pas du contraire. (…) Ce qui se déroule ici n'est pas l'unification de deux États égaux »,
La Treuhand, organisme chargé de la privatisation du « patrimoine du peuple » (nom donné aux entreprises publiques en RDA), se trouve à la tête de 8 000 combinats et sociétés et de leurs 32 000 établissements et d'un empire immobilier. En quelques années, quelque 13 000 entreprises sont vendues, pour la très grande majorité à des investisseurs et entreprises ouest-allemandes. En juillet 1991, la production industrielle chute de 43,7 % par rapport à l'année précédente, de 51,9 % en aout et de près de 70 % à la fin de l'année. Le nombre officiel de chômeurs grimpe d’à peine 7 500 en janvier 1990 à 1,4 million en janvier 1992, et plus du double en comptant les travailleurs au chômage technique, en reconversion ou en préretraite. Dans les cinq ans qui suivent la chute du mur de Berlin, le chômage aurait touché 80 % des actifs.
Les femmes ont été confrontées à des difficultés supplémentaires. « Pour augmenter leurs chances de retrouver un travail, elles furent nombreuses à se faire stériliser. Alors que le centre hospitalier de Magdebourg avait pratiqué 8 stérilisations en 1989, celles-ci passèrent à 1 200 en 1991 », relèvent les sociologues Fritz Vilmar et Gislaine Guittard.
De 1989 à 1992, le nombre de salariés de la recherche, de l'enseignement supérieur, y compris industriel, chute de plus de 140 000 à moins de 38 000. Nombre de centres de recherches et d'académies des sciences sont fermés. Quelque 72 % des scientifiques de l'ex-RDA sont démis de leurs fonctions en trois ans. Le personnel résiduel fut soumis à des tests évaluant ses convictions politiques. Cette élimination de la plupart des scientifiques se trouve justifiée par des impératifs idéologiques : « Il faut éradiquer l'idéologie marxiste en procédant à des changements de structures et de personnels », indique un document de l'Académie des sciences en juillet 1990.
La nostalgie éprouvée par une partie des Allemands de l'Est pour leur ancien État est appelée l’« Ostalgie » (mot-valise constitué de Ost (Est) et de Nostalgie). L’ex-Allemagne de l’Est connaît après la réunification un chômage important (19,4 % en Saxe, par exemple). De nombreux logements sont vétustes (comme les grandes barres d'immeubles) et un exode des populations vers les Länder de l'Ouest a lieu (la population est tombée à 13,8 millions d'habitants en 2002). Bien qu'il existe un rattrapage des conditions économiques, sociales et culturelles entre les deux anciens États, celui-ci n’est pas encore achevé trente ans après.

## Politique

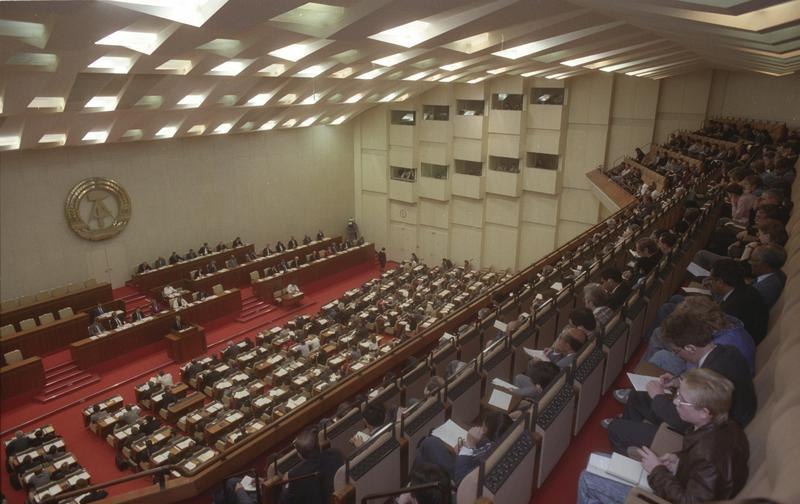
La Chambre du peuple (Volkskammer) en avril 1989.

### Constitution
En 1949, la RDA se dote d’une constitution.

### Élections et légitimation du régime
Les élections municipales est-allemandes de 1989 voient la fraude électorale révélée et est l'un des facteurs conduisant à la chute du régime.

### Symboles d'état

#### Drapeau

Drapeau de la RDA de 1949 à 1959.

Drapeau de la RDA de 1959 à 1990.

Le choix du drapeau de la RDA a été réalisé pendant le deuxième Congrès du peuple de mars 1948. Trois choix de drapeau : un rouge, un noir-blanc-rouge et un noir-rouge-or.
Le drapeau de la République démocratique allemande était composé de trois bandes horizontales représentant les couleurs allemandes démocratiques traditionnelles (noir, rouge, or).
Les armoiries de la RDA furent rajoutées en son milieu en 1959. Elles contiennent un marteau et un compas, entourés d'une couronne d'épi de blé, symbole de l'union des ouvriers, des agriculteurs et des intellectuels. Les premiers projets d'armoiries contenaient seulement le marteau et la couronne d'épi, expression de l'« État des ouvriers et des paysans » (Arbeiter-und-Bauern-Staat). La version définitive repose principalement sur le travail de Heinz Behling (de).

#### Fête nationale
La fête nationale, le jour de la République, était le 7 octobre.

#### Hymne national
L’hymne national était Auferstanden aus Ruinen.

### Partis et organisation de masse
Le Parti socialiste unifié (Sozialistische Einheitspartei Deutschlands, SED) gouverna la RDA de sa création en 1949 à sa dissolution en 1990.
Lors des élections, les partis forment une liste unique, sous l'égide de la coalition du « Front national ». Les citoyens votent pour des députés qui ont été préalablement choisis par les instances politiques afin d’assurer une représentation proportionnelle des différents partis. De fait, le Parti socialiste unifié d'Allemagne (Sozialistische Einheitspartei Deutschlands (SED)) a la primauté.
Le Palais de la République (« Palast der Republik ») héberge la Chambre du peuple (« Volkskammer »), le parlement de la RDA, composé de 500 députés élus pour quatre ans, qui assure officiellement le pouvoir législatif.
Le pouvoir exécutif est tenu par le Conseil des ministres, élu pour quatre ans par la Chambre du peuple et dirigé par un præsidium. Il siège au sein du gouvernement de la RDA. La Constitution prévoit une présidence de la République. En 1960, la fonction sera remplacée par un organe de type collégial, le Conseil d'État de la RDA.
La fonction de « président de RDA » (Präsident der DDR) est supprimée à la mort de Wilhelm Pieck, et remplacée par une présidence collégiale du Conseil d'État de la RDA (Staatsrats der DDR).
| Identité                           | Période           | Période          | Durée                       | Fonction                                                                |
| Identité                           | Début             | Fin              | Durée                       | Fonction                                                                |
| ---------------------------------- | ----------------- | ---------------- | --------------------------- | ----------------------------------------------------------------------- |
| Wilhelm Pieck (1876 - 1960)        | 11 octobre 1949   | 7 septembre 1960 | 10 ans, 10 mois et 27 jours | Président de la République démocratique allemande (en)                  |
| Walter Ulbricht (1893 - 1973)      | 12 septembre 1960 | 1er août 1973    | 12 ans, 10 mois et 20 jours | Président du Conseil d'État de la République démocratique allemande (d) |
| Willi Stoph (1914 - 1999)          | 3 octobre 1973    | 29 octobre 1976  | 3 ans et 26 jours           | Président du Conseil d'État de la République démocratique allemande (d) |
| Erich Honecker (1912 - 1994)       | 29 octobre 1976   | 24 octobre 1989  | 12 ans, 11 mois et 25 jours | Président du Conseil d'État de la République démocratique allemande (d) |
| Egon Krenz (né en 1937)            | 24 octobre 1989   | 6 décembre 1989  | 1 mois et 12 jours          | Président du Conseil d'État de la République démocratique allemande (d) |
| Manfred Gerlach (1928 - 2011)      | 6 décembre 1989   | 5 avril 1990     | 3 mois et 30 jours          | Président du Conseil d'État de la République démocratique allemande (d) |
| Sabine Bergmann-Pohl (née en 1946) | 5 avril 1990      | 2 octobre 1990   | 5 mois et 27 jours          | Président de la Volkskammer (d)                                         |

| Identité                        | Période        | Période           | Durée                       |
| Identité                        | Début          | Fin               | Durée                       |
| ------------------------------- | -------------- | ----------------- | --------------------------- |
| Otto Grotewohl (1894 - 1964)    | 7 octobre 1949 | 21 septembre 1964 | 14 ans, 11 mois et 14 jours |
| Willi Stoph (1914 - 1999)       | 1964           | 1973              | 9 ans                       |
| Horst Sindermann (1915 - 1990)  | 1973           | 1976              | 3 ans                       |
| Willi Stoph (1914 - 1999)       | 1976           | 1989              | 13 ans                      |
| Hans Modrow (1928 - 2023)       | 1989           | 1990              | 1 an                        |
| Lothar de Maizière (né en 1940) | 1990           | 1990              | moins d’un an               |

### Défense
Amorcé dès 1946, le réarmement de la RDA se déroule sous contrôle soviétique. Le programme s'accélère avec l'intégration de la RDA dans le pacte de Varsovie en 1956.
L'armée de la RDA est appelée Nationale Volksarmee (armée nationale populaire), organisée sur le modèle soviétique.
Au somment se trouve le Conseil de défense nationale. Créé en 1960, il est chargé d'organiser et d'assurer la protection de l'état. Le contrôle du parti est assuré par la Direction politique.
La préparation militaire est confiée à l'Association Sport et Technique, qui s'adresse à tous les garçons et filles de 14 ans. Le service militaire obligatoire est instauré en 1962, mais il est possible de se déclarer objecteur de conscience.
En 1967, Sport et Technique regroupait environ 450 000 personnes.
En 1983, elle possédait un effectif total de 170 000 hommes (toutes armes confondues) et était intégrée au dispositif militaire du pacte de Varsovie, dont elle constituait l'un des éléments majeurs.

#### Forces armées soviétiques en RDA

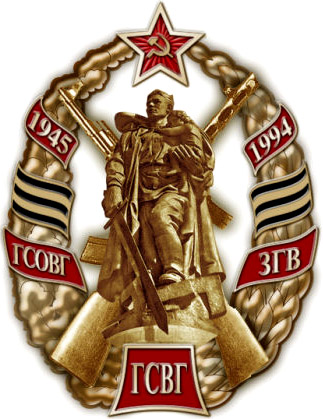
Badge non officiel du Groupement des forces armées soviétiques en Allemagne.

Le Groupement des forces armées soviétiques en Allemagne (en allemand Gruppe der Sowjetischen Streitkräfte in Deutschland, en abrégé GSSD ; en russe Группа советских войск в Германии, Grouppa sovietskikh voïsk v Germani, en abrégé ГСВГ ou GSVG ; nommé par l'armée française Groupe de forces soviétiques en Allemagne ou GFSA), étaient les forces armées soviétiques (puis russes) stationnés en Allemagne de l'Est de 1954 à 1994.
À partir de 1988, le GSSD fut nommé WGT en RDA (Groupement ouest des troupes, Groupe de forces Ouest ou GFO pour l’armée française) et il s'appelait, en RFA, le GSTD (Groupement des troupes soviétiques en Allemagne). Les contingents de l'Est représentaient l'écrasante majorité de ces troupes ; c'était le plus gros contingent maintenu par une puissance étrangère sur un autre territoire : on estime à 338 000 soldats et 207 400 civils les membres du GSSD présents sur le territoire d'Allemagne de l'Est en 1990.

#### Les forces terrestres

Emblème de la Landstreitkräfte.

Malgré l'idéologie socialiste qui constitue ses bases politiques, l'armée de terre de la NVA conserve des traditions allemandes et notamment prussiennes qu'on retrouve dans ses uniformes, dans sa musique, dans ses traditions y compris dans sa manière de défiler.
Son histoire est assez similaire à celle de la Bundeswehr. Elle est d'abord construite sur les bases d'une force de police mobile, la Kasernierte Volkspolizei (police populaire encasernée). Elle se constitue sur un encadrement issu de la Wehrmacht, mais dès le début des années 1960 tous ces vétérans sont mis à la retraite. Force composée de volontaire à l'origine, elle est transformée en force d'appelés par le rétablissement de la conscription en 1962.
Le corps de bataille comprenait 90 000 hommes en 1972, répartis entre 4 divisions motorisées, 2 divisions blindées. Les réserves sont réparties en 2 armées, adaptées chacune à une région militaire territoriale.
La Landstreitkräfte comptait en 1990 105 850 militaires, mais en cas d'invasion, elle pouvait faire appel à 394 350 militaires. Le matériel était d'origine soviétique.
À l'issue de sa dissolution, une partie de ses capacités est alors absorbée par l'armée fédérale allemande (Bundeswehr). Le reste est soit détruit dans le cadre du contrôle des armements conventionnels, soit restitué à la Russie. Une minorité de personnel est intégrée dans les cadres de la Bundeswehr, une partie importante est mise à la retraite d'office.

#### Les forces maritimes

Emblème de la Volksmarine.

La Volksmarine était d’un point de vue opérationnel intégrée dans les « flottes unies de mer Baltique » des États du pacte de Varsovie.
Elle comprenait 3 flottilles de combat, 1 brigade côtière et deux sites de missiles de défense côtière.
En 1972, elle comptait environ 16 000 hommes, armait une soixantaine d'escorteurs et de dragueurs, quelques vedettes lance-torpilles, des bâtiments amphibies et des hélicoptères.
Les zones d'opérations étaient la mer Baltique et ses entrées maritimes. Ses tâches étaient de garder les voies maritimes ouvertes pour des renforts soviétiques et de participer aux actions offensives contre les côtes des nations adverses de la mer Baltique. Dans ce but, la Volksmarine était équipée de forces légères, comme des navires anti-sous-marins, des torpilleurs rapides, des chasseurs de mines ou des chalands de débarquements. Le travail courant consistait surtout en des opérations de reconnaissance, principalement menées par les chasseurs de mines et des navires spécialisés dans la surveillance électronique.
La 6e brigade des frontières avait la responsabilité spéciale de prévenir toute fuite de citoyens de la RDA par la mer. Elle disposait pour cela d’un grand nombre de petites embarcations de patrouilles et des postes de surveillance le long de la côte.

#### Les forces aériennes

Emblème de la Luftstreitkräfte der Nationalen Volksarmee.

La création de l'armée de l'air de la République démocratique allemande suit de peu la fondation de l'armée nationale populaire. L'objectif était d'obtenir une manière structurelle et une base pour la construction de l'expertise requise pour l'utilisation et l'exploitation d'une hypothétique force aérienne. À cet effet, en 1951, est d'abord instituée auprès du ministère de l'Intérieur/Police populaire (MdI/KVP) la force aérienne de la police populaire (VP-Luft) à Berlin-Johannisthal. Il en résulte une première division d'aviation, avec trois régiments. La formation se déroule à partir de 1953 sur les aéronefs de type An-2, MiG-15, La-9, Yak-18 et Yak-11, qui ont été mis à leur disposition par l'Union soviétique, avec cinq autres La-9 seulement pour la formation au sol.
En 1972, la Luftstreitkräfte der Nationalen Volksarmee comprend environ 30 000 hommes et 700 appareils, dont environ 300 chasseurs et une vingtaine d'appareils de transport. Les appareils sont répartis en 2 divisions. La Luftstreitkräfte der Nationalen Volksarmee dispose aussi de 2 régiments de radar et 5 de missiles sol-air.
La Luftstreitkräfte der Nationalen Volksarmee comptait en 1989 de 35 000 militaires.

#### Troupes frontalières

L’emblème des véhicules des troupes frontalières de la RDA de 1979 à 1990.

Les frontières de la RDA étaient surveillées par les Grenztruppen der DDR.
En temps de paix, ils devaient empêcher le franchissement illégal des frontières. Dans le cas d'un conflit armé, ils devraient être en mesure de mener des opérations de combat à la frontière de l’État et de soutenir les forces du pacte de Varsovie à la frontière de l’État.
En 1984, les Grenztruppen der DDR comprenait 47 000 hommes répartis en 9 brigades, dont 2 à Berlin-Est.

#### Kampfgruppen
Les Kampfgruppen sont des organisations paramilitaires de défenses organisés au niveau des usines, cantons et arrondissements. En 1984, ils regroupaient environ 250 000 hommes.

### Le contrôle politique et laStasi

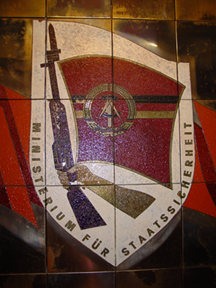
Blason de la Stasi.

Le service de police politique était assuré par le ministère de la Sécurité d’État (Ministerium für Staatssicherheit), surnommé la Stasi, instituée en 1950. Elle est calquée sur le NKVD soviétique, mais est de plus réorganisée par certains anciens membres de la Gestapo : traque des opinions non-conformes, contrôle systématique des moyens de communication, espionnage des suspects, etc.
Ses méthodes évoluèrent au fil des années, passant de la terreur ouverte à des techniques plus larvées comme la décomposition.
Lorsque la Stasi connaissait l’opinion de quelqu’un, elle préférait utiliser des pressions discrètes en forçant un homme à démissionner, un étudiant à arrêter ses études ou à « conserver ses fonctions sociales » en le forçant à devenir informateur à son tour : IM (Inoffizieller Mitarbeiter).

### Pollution et politique environnementale
La réindustrialisation de la période d'après-guerre a été associée à une pollution environnementale croissante dans les deux parties de l'Allemagne. Elle culmine dans les années 1970, lorsque la protection de l'environnement est prise en compte pour la première fois dans la politique économique - mais pas en RDA : un manque de marge de manœuvre pour les investissements rend impossible une approche rapide de la protection de l'environnement compte tenu d'une production de biens déjà insuffisante. La direction du Parti a toujours considéré que s'approcher des conditions de consommation occidentales était plus important que prendre des mesures de protection de l'environnement. Enfin, l’idéologie officielle vise à montrer que les problèmes de l’environnement représentent une crise du système capitaliste et qu’ils sont inhérents à une société fondée sur le profit. Dans une société socialiste, œuvrant pour l’homme, ils ne peuvent durer.
De plus, la direction de la RDA ignorait les citoyens engagés qui voulaient faire quelque chose pour protéger l'environnement. Dans les années 1980, le nombre des militants écologistes grossit cependant, notamment sous le couvert de l’Église réformée, des clubs de cyclisme, etc. Ainsi, en 1985, une action intitulée : « un mark pour Espenhain », menée afin d’équiper cette centrale thermique, située au sud de Leipzig, d’un filtre contre la poussière, recueille près de 200 000 signatures.

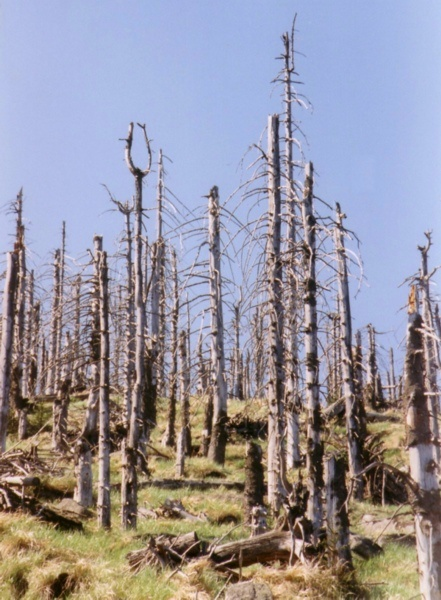
Arbres morts dans les monts Métallifères (1998). La cause de cette mort généralisée était les gaz de combustion des centrales électriques au lignite obsolètes.

Dans une étude de 2009, le bilan écologique de la RDA est qualifié de « catastrophique ». En l'absence de gisements de houille, les centrales électriques au lignite brûlaient du lignite brut à grande échelle. Son extraction est aisée puisqu’elle s’effectue, pour partie, à ciel ouvert, mais elle recompose le paysage en formant des trous béants et des terrils. Les conséquences étaient, entre autres, les émissions les plus élevées de dioxyde de soufre et la pollution par la poussière la plus élevée de tous les pays européens. La pollution de l'air engendre une mortalité accrue. Plus de deux fois plus de personnes sont mortes de bronchite, d'emphysème et d'asthme que la moyenne européenne. En 1989, six millions d’habitants sur les seize millions que compte le pays vivent dans des zones où la teneur en soufre est supérieure aux normes fixées par l’OMS.
Environ 1,2 million de personnes n'avaient pas accès à une eau potable conforme à la norme générale de qualité. Seulement 1 % de tous les lacs et 3 % de toutes les rivières étaient considérés comme intacts en 1989. Jusque-là, seulement 58 % de la population était raccordée à une station d'épuration. 52 % de toutes les zones forestières ont été considérées comme endommagées. Plus de 40 % des ordures étaient mal éliminées.

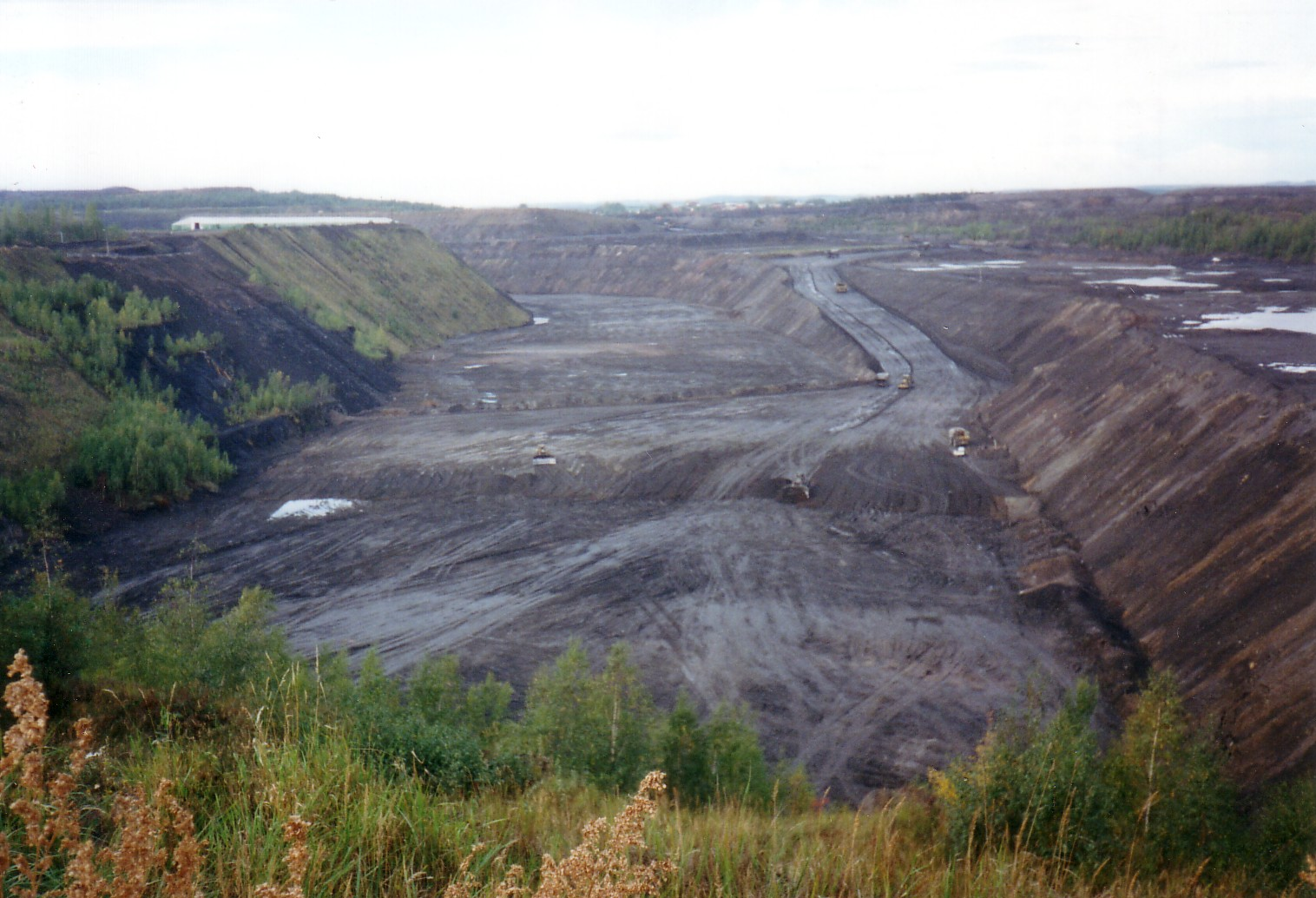
Mine à ciel ouvert désaffectée de Lichtenberg de la société Wismut en Thuringe (2000). Elle a été exploitée de 1958 à 1977.

Il n'y avait pas d'incinérateurs à haute température pour les déchets dangereux. Au motif que les données environnementales ont été utilisées par les ennemis de classe pour discréditer, les données ont été classées comme « Informations classifiées confidentielles » à partir de 1970 et comme « Informations classifiées secrètes » à partir de 1982 et donc cachées au public. La critique de la politique environnementale a été impitoyablement réprimée ; également la critique de l'exploitation minière extensive de l'uranium qui a été réalisée par la société Wismut (en utilisant du bismuth comme réactif) en Saxe et en Thuringe. Pendant longtemps, la RDA a été le quatrième producteur mondial d'uranium après l'Union soviétique, les États-Unis d'Amérique et le Canada.
Les importations de déchets en provenance des pays occidentaux (en particulier de l'ouest de l'Allemagne) ont apporté à la RDA des revenus en devises étrangères dont elle avait un besoin urgent. Les prix de dumping en RDA étaient parfois inférieurs à un dixième des prix pratiqués dans les décharges correctement gérées en Allemagne de l'Ouest. Une partie des devises générées par ces transactions, dans lesquelles le Département de la coordination commerciale et le ministère de la Sécurité d'État jouaient un rôle de premier plan, s'est retrouvée dans le « compte Honecker » et le « compte Mielke » de la Deutsche Handelsbank AG et a pu être utilisée pour les hiérarques du régime est-allemand à Wandlitz.
La production automobile de la RDA a été négligée économiquement, de sorte que de nouveaux développements en matière de protection de l'environnement ont été à peine mis en œuvre. Les voitures Trabant et Wartburg produites par la RDA ont contribué de manière significative à la pollution de l'environnement avec leurs moteurs à deux temps obsolètes et leurs gaz d'échappement nocifs. Les gaz d'échappement d'un moteur à deux temps sont clairement odorants et visibles en raison de la teneur élevée en HC (panaches d'échappement bleus).

### Mémoire du passé de l'Allemagne
Dans un premier temps, la RDA tente de supprimer son passé — par exemple en rasant le château de Berlin pour le remplacer par le bâtiment moderne du Parlement —.
Elle renoue finalement avec le passé de l'Allemagne. Cela se voit avec la réinstallation de la statue du roi Frédéric II sur l'avenue Unter den Linden, ou la création des musées d'histoire nationale et honorant la figure de Martin Luther,.

#### Mémoire du TroisièmeReich

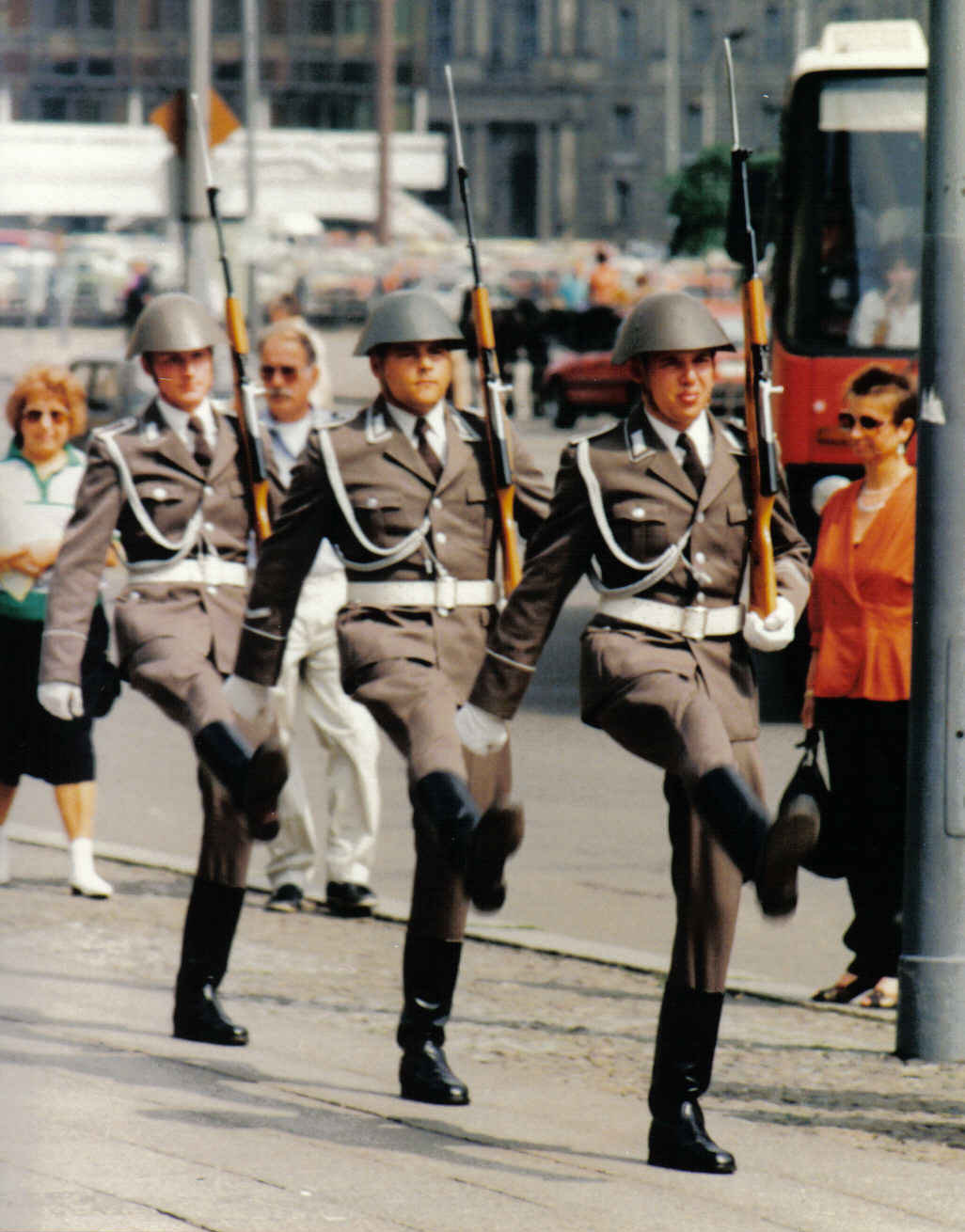
Garde d'honneur du régiment de garde Friedrich Engels de la NVA au Mémorial des Victimes du fascisme et du militarisme (Neue Wache) à Berlin-Est.

Le régime communiste de la RDA fonde sa légitimité sur le combat des militants antifascistes. Une forme de « culte » de la résistance au sein du camp de Buchenwald est instaurée, avec notamment la création d'un musée en 1958, et la célébration chaque année du serment de Buchenwald prononcé le 19 avril 1945 par les prisonniers qui s'engageaient à lutter pour la paix et la liberté. Dans les années 1990, « l'antifascisme d’État » de la RDA laisse place à « l'anticommunisme d’État » de la RFA. Dès lors, l'interprétation dominante de l'histoire de la RDA, reposant sur le concept de totalitarisme, induit l'équivalence entre communisme et nazisme. L'historienne Anne-Kathleen Tillack-Graf montre, à l'aide du journal Neues Deutschland, comment les mémoriaux nationaux de Buchenwald, Sachsenhausen et Ravensbrück ont été instrumentalisés politiquement en RDA, notamment lors des célébrations de la libération des camps de concentration.
Bien qu'étant officiellement construite en opposition au « monde fasciste » en Allemagne de l'Ouest, en 1954, 32,2 % des employés des administrations publiques étaient d'anciens membres du Parti nazi. Cependant, en 1961, la part des anciens membres du NSDAP parmi les cadres supérieurs des administrations est inférieure à 10 % en RDA, contre 67 % en RFA.
Si en Allemagne de l'Ouest, un travail de mémoire sur les résurgences du nazisme a été réalisé, cela n'a pas été le cas à l'Est. En effet, note Axel Dossmann, professeur d'histoire à l'université d'Iéna : « ce phénomène était totalement occulté. Pour l'État-SED [le parti communiste est-allemand], il était impossible d'admettre l'existence de néonazis, puisque le fondement de la RDA était d'être un État antifasciste. La Stasi les surveillait, mais elle les considérait comme des marginaux ou des brutes épaisses. Ces jeunes ont grandi en entendant un double discours. À l'école, il était interdit de parler du IIIe Reich et, chez eux, leurs grands-parents racontaient comment, grâce à Hitler, on avait eu les premières autoroutes ». Le 17 octobre 1987, une trentaine de skinheads se jettent violemment dans une foule de 2 000 personnes lors d'un concert de rock à la Zionskirche sans que la police n'intervienne. En 1990, l'écrivaine Freya Klier (de) est menacée de mort pour avoir rédigé un essai sur l'antisémitisme et la xénophobie au temps de la RDA. Le vice-président du SPDA Wolfgang Thierse s'est pour sa part insurgé, dans Die Welt, de la montée de l'extrême droite dans le quotidien des habitants de l'ex-RDA, notamment du groupe terroriste NSU, la journaliste spécialisée de l'Allemagne Odile Benyahia-Kouider expliquant que « ce n'est pourtant pas un hasard si le NPD, parti néonazi, a connu une renaissance via l'Est ».
L'historienne Sonia Combe observe que jusqu'aux années 1990, la majorité des historiens ouest-allemands qualifiaient d'« invasion » le débarquement de Normandie en juin 1944, exonéraient la Wehrmacht de sa responsabilité dans le génocide des juifs et fabriquaient le mythe d'un corps diplomatique qui « ne savait pas ». Au contraire, Auschwitz n'a jamais été un tabou en RDA. Une large production cinématographique, théâtrale et littéraire est consacrée aux crimes nazis. En 1991, 16 % de la population d'Allemagne de l'Ouest et 6 % de celle de l'Est présentent des préjugés antisémites. En 1994, 40 % des Allemands de l'Ouest et 22 % de ceux de l'Est estimaient que l'on accordait trop d'importance au génocide des juifs.
L'historien Ulrich Pfeil rappelle néanmoins le fait que la commémoration antifasciste en RDA avait « un caractère hagiographique et d'endoctrination ». Comme dans le cas de la mémoire des protagonistes du mouvement ouvrier allemand et des victimes des camps, elle était « mise en scène, sujette à la censure, ordonnée » et, au cours des 40 années du régime fut un instrument de légitimation, de répression et de maintien du pouvoir.

## Économie

### Les changements de l’après-guerre
En 1945, les Soviétiques exproprient dans leur zone d'occupation les grands propriétaires terriens (les Junkers) possédant plus de 100 ha, les nazis et les criminels de guerre, afin de redistribuer la terre aux paysans. Ceux-ci garderont leurs titres de propriété obtenus à la suite de cette réforme agraire, et entre 1952 et 1960, ils se regrouperont en coopératives (Landwirtschaftliche Produktionsgenossenschaft, LPG) comptant parfois plusieurs milliers d'hectares.
À l'issue du conflit mondial, il y avait sur le territoire de la future République démocratique allemande 30 % de l'industrie allemande (détruite à 45 %). Les moyens de production sont socialisés.
Le 30 juin 1946, au référendum dans le Land de Saxe où étaient concentrés les deux cinquièmes de la production industrielle de la zone d’occupation soviétique, 77,62 % des électeurs se sont prononcés pour l’expropriation sans indemnisation des meneurs nazis et des criminels de guerre. Dans l’ensemble de l’Allemagne, jusqu’au début de 1948, 9 281 entreprises industrielles et commerciales de meneurs nazis et de criminels de guerre, dont 3 843 entreprises industrielles, ont été nationalisées sans indemnisation. Elles réalisaient alors environ 40 % de la production industrielle. Parmi les grandes entreprises nationalisées se trouvaient les trusts électriques AEG et Siemens, le trust Flick, IG Farben et d’autres monopoles. Les entreprises nationalisées devenaient propriété des Länder.
En février 1945, Staline, Roosevelt et Churchill se réunissent à Yalta, ils s’entendent pour estimer le montant des réparations à 20 milliards de dollars, dont plus de la moitié au profit de l’URSS. L’Allemagne ne peut payer cette somme. C’est pourquoi les Soviétiques, en application des accords de Potsdam (17 juillet-2 août 1945), qui les ont autorisés à prélever jusqu'à 40 % de l’équipement industriel de leur zone, se payent sur le terrain : des voies ferrées sont arrachées, les machines-outils mises en pièces détachées, des usines sont démontées ; le tout est expédié en URSS. Le président des États-Unis, Harry Truman, se faisant le porte-parole des vainqueurs, a déclaré : « Le premier objet des réparations est d’enlever à l’Allemagne tout ce qui peut lui permettre de préparer une nouvelle guerre ». Cette volonté, formalisée dans les accords de Potsdam, permet aux Soviétiques de transférer 600 usines d’armement sur leur territoire. Deux cents autres restèrent en Allemagne où elles devinrent des sociétés anonymes soviétiques qui participèrent à la reconstruction de la RDA. Les Soviétiques et les nouveaux dirigeants de ce qui allait devenir la RDA veillent à l’application des dispositions prévues à Yalta et à Potsdam.

### Le fonctionnement

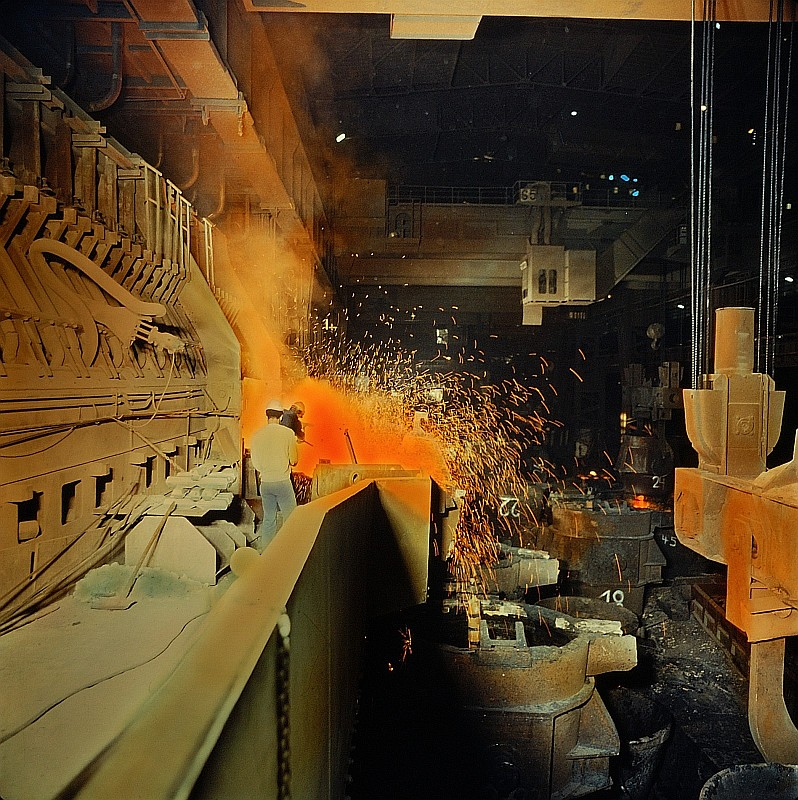
La priorité est accordée aux industries lourdes, comme ici dans l'aciérie VEB Rohrkombinat Stahl- und Walzwerk Karl Marx Riesa en 1982.

Le pays met en place la planification et le contrôle du commerce ; la priorité est accordée aux industries lourdes.
Après la guerre, les conditions de vie de la population sont très mauvaises ; l’économie a subi une ponction énorme, les habitants voient arriver trois millions d’expulsés. Les paysans qui ont bénéficié de la réforme agraire sont encore mal équipés. En dépit de ces handicaps, la RDA lance un défi : la production industrielle doit doubler en cinq ans, la production agricole augmenter de plus de 50 % par an. Pour aider les agriculteurs, un système d’entraide est créé, chargé de leur trouver des moyens financiers et techniques.
Les usines deviennent des « entreprises possédées par le peuple » (Volkseigener Betrieb, VEB), les commerces s’appellent « coopératives de production de commerce », etc. La production agricole repose sur des coopératives agricoles. De 240 en 1952, leur nombre passe à 4 000 l’année suivante. Pour arriver à ce résultat, il a fallu procéder à une véritable liquidation de la classe des « paysans riches » : 40 000 d’entre eux quittent la RDA au printemps 1953. Ce départ provoque une crise importante, à laquelle s’ajoute une lutte idéologique au sein de la SED entre les partisans et les adversaires de la « ligne dure ».

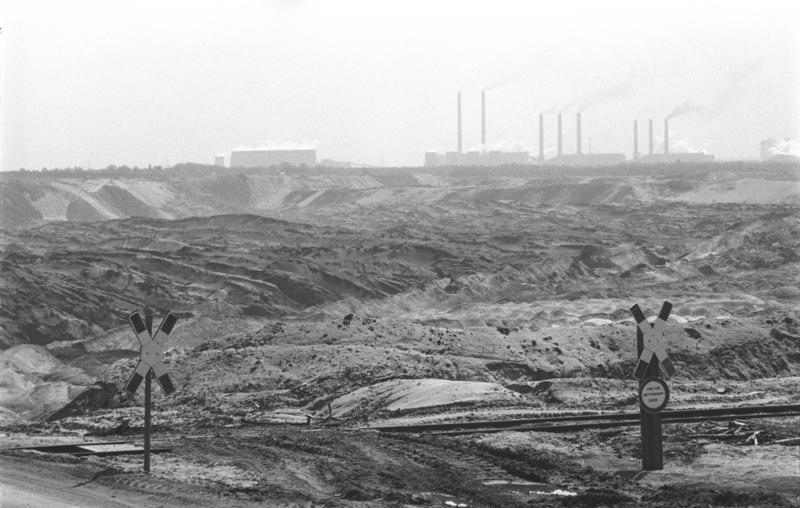
Vue de la mine de lignite à ciel ouvert de Welzow-Süd dans le district de Spree-Neiße (1989).

Le gouvernement impose une augmentation de 10 % des normes de travail en 1953. À la suite des multiples émeutes de 1953 qui suivent cette mesure, et en parallèle à la répression, le bureau politique annonce un assouplissement, sans renoncer à sa réforme pour apaiser la population : amélioration des biens de consommation, augmentation des assurances sociales, accélération de la construction de logements. Les normes de travail sont ramenées au niveau de 1953.
Malgré le pillage économique de l’après-guerre, la RDA devient la deuxième puissance économique du bloc de l'Est, après l’URSS. En effet, l’Allemagne avait en 1939, tout comme la Bohême en Tchécoslovaquie, une forte avance économique sur les autres pays de l'Est comme la Roumanie ou la Pologne, encore agraires. La RDA compte de très bons ingénieurs, de très bons chimistes, d'excellents ouvriers mécaniciens et un tissu industriel assez complet.
L’URSS imposant une répartition des spécialités entre pays, la RDA se spécialise dans l'extraction du lignite, l’optique (appareils photos en particulier, dont notamment les établissements Carl Zeiss situés à Iéna), la chimie (Bitterfeld). Elle devient le 3e producteur mondial d'uranium avec la société Wismut bien que le niveau de production soit officiellement resté secret jusqu'à la disparition de la RDA.
Elle aurait atteint selon les sources officielles le 8e rang mondial quant au PIB dans les années 1970 ; ce chiffre est toutefois remis en question.
Dans les années 1980, la RDA compte environ cinq millions d’hectares de terres agricoles regroupés en 4 000 coopératives et 460 fermes d’État.

### Production industrielle

Pavillon marchand de la RDA.

### Niveau de vie

#### Général

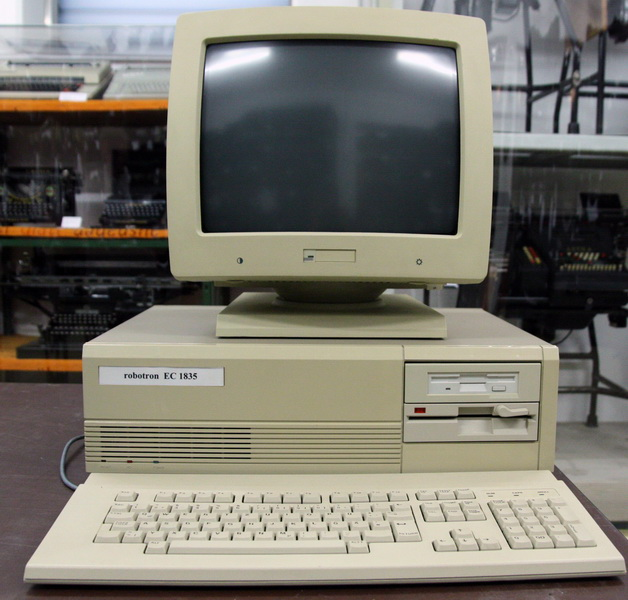
L'EC 1835-C est un ordinateur compatible IBM-PC fabriqué par le combinat Robotron de Karl-Marx-Stadt de 1984 à 1990.

Le niveau de vie des Allemands de l'Est était l'un des plus élevés du bloc soviétique, juste derrière la Hongrie réformiste de Janos Kadar. Les HLM sont bien chauffés, et la pénurie, limitée, est supportable. Le centre de Berlin-Est, sans avoir la richesse de l'Ouest, ne donne pas l'impression de misère que l'on peut voir, par exemple, à Bucarest : la circulation est relativement dense, les magasins, contrairement à ce que l'on voit en Pologne, ne sont pas totalement vides. Cette situation avantageuse fait que la RDA fut souvent qualifiée de modèle ou de « Vitrine du socialisme ». Mais si, après une période de croissance incontestable, la RDA fait illusion à l'aune du COMECON, l'échec de la planification socialiste amorce la crise qui aboutira à la chute du système. L'appareil productif vieillissant, la bureaucratie, le gaspillage, le retard technologique croissant sur l'Ouest se traduira par les mêmes problèmes que dans les autres pays de l'Est : pénurie chronique de biens de consommation, files d'attente devant les magasins, tickets de rationnement, infrastructures vétustes, monnaie au taux de change artificiel, etc. Malgré la modicité des loyers, la gratuité des soins de santé, des congés de maternité et des bourses d'études, la vie quotidienne en RDA était source de frustrations. Bien que soutenue à bout de bras par des prêts massifs de la RFA, la RDA, comme le reste du bloc socialiste, est, à la fin des années 1980, en faillite.
La célèbre voiture Trabant (surnommée par dérision Rennpappe, c'est-à-dire « carton de course »), illustre ce sous-développement : conçue comme étant la Coccinelle est-allemande, dans un pays qui avant 1939 fabriquait de très belles voitures, ce véhicule équipé d'un moteur deux temps n'a connu en quarante ans que des changements mineurs et est resté aux côtés de la Wartburg le seul modèle de voiture en RDA. De plus la production était insuffisante et les commandes soumises à des délais de dix à vingt ans, parfois attribuées « au mérite ».
Lors de la réunification, alors que les citoyens est-allemands se jettent littéralement sur les supermarchés de l'Ouest, le monde découvre l'envers du décor affiché par la RDA pendant quarante ans : un pays pollué, des habitations et infrastructures à reconstruire entièrement, une industrie obsolète, en retard de plusieurs décennies sur celle de l'Ouest. À la fin des années 2010, malgré un fort développement économique, un taux d'emploi élevé, et des infrastructures neuves, un écart subsiste entre « nouveaux » et « anciens » Länder.
En 2018, 199 millions d'euros issus de détournements et montages financiers réalisés par le parti unique, le SED (ce qui en faisait l'un des partis les plus riches d'Europe), sont récupérés par l'Allemagne réunifiée en Suisse, qui le distribue ensuite aux Länders.

#### Vente au détail
Le commerce était organisé par la Handelsorganisation dans des magasins dotés de produits de basse qualité. À partir de 1962 émergent les magasins Exquisit et les Delikatladen, qui offrent des produits plus chers et censés être de meilleure qualité.

#### Moyens de transport

##### Routes
Les routes de la RDA étaient classées en quatre catégories :
- l’autoroute (Autobahn),
- la route principale (Fernverskehrsstraße),
- les routes de campagne de type I (Landstraße I) et
- les routes de campagne de type II (Landstraße II).

Les routes sont soit gérées par l'État, soit par le district.
Le réseau autoroutier ne se composait initialement que des anciennes Reichsautobahnen. Ce n’est qu’à la fin des années 1950 que les dirigeants de l’État ont décidé d’établir de nouvelles connexions. Les autoroutes de la RDA n’étaient numérotées qu’en interne et les numéros n’étaient signalés nulle part. La vitesse maximale autorisée était de 100 km/h[réf. nécessaire].
| Ancienne numérotation | Numérotation actuelle |
| --------------------- | --------------------- |
| A1                    | A10                   |
| A2                    | A11                   |
| A3                    | A12                   |
| A4                    | A13                   |
| A5                    | A15                   |
| A6                    | A4                    |
| A7                    | A4                    |
| A8                    | A72                   |
| A9                    | A9                    |
| A10                   | A14                   |
| A11                   | A2                    |
| A12                   | A115                  |
| A13                   | A113                  |
| A14                   | A114                  |
| A15                   | A24/A29               |
| A16                   | A24                   |
| A17                   | A111                  |
| A18                   | A14 (A241)            |
| A19                   |                       |
| A20                   |                       |

###### Signalisation routière
À l'origine, les routes étaient équipées du système mis en place sous le IIIe Reich. En 1956, la RDA adopte un nouveau système adapté aux conventions internationales, au niveau des couleurs et des images.
Un nouveau système sera mis en place en 1964.

### La monnaie

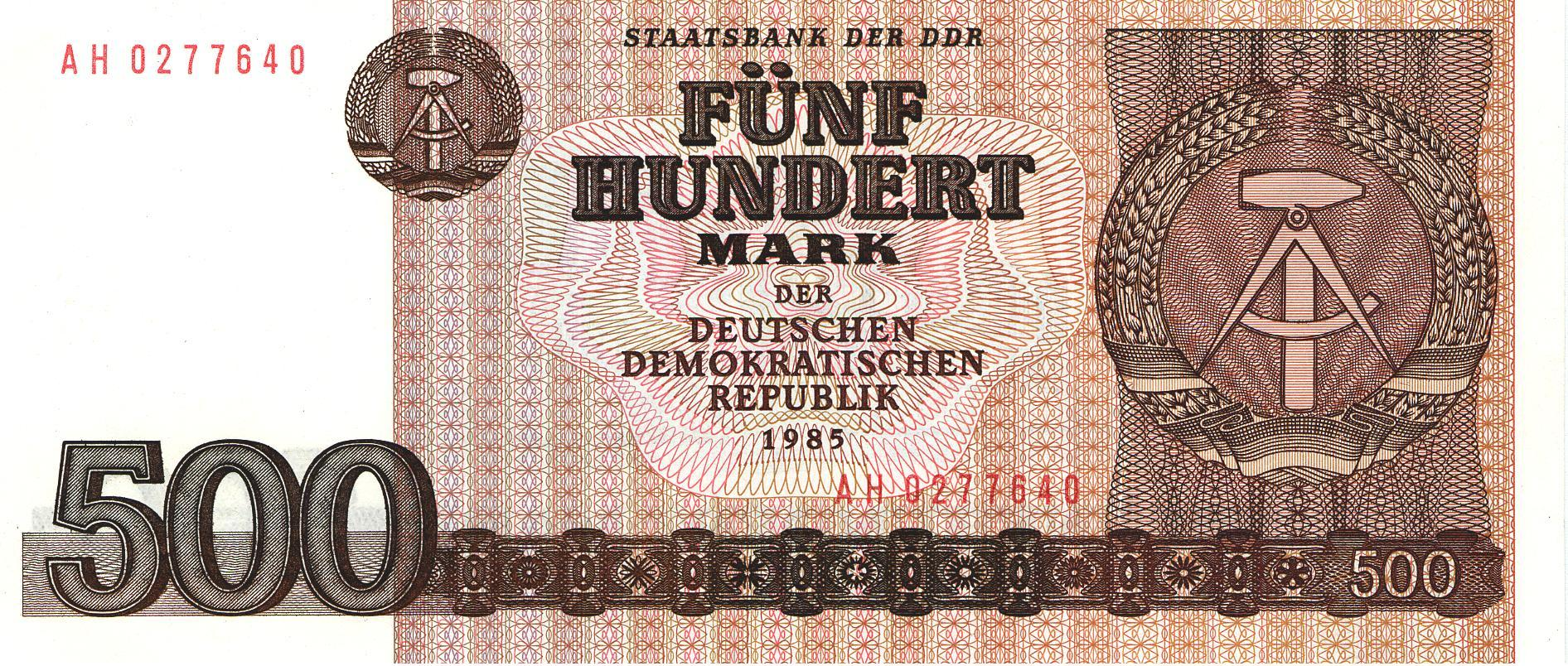
Billet de 500 marks de la RDA, série 1985.

Les États-Unis, le Royaume-Uni et la France mirent en place la réforme monétaire du 20 juin 1948 en zone occidentale, en lançant le Deutsche Mark pour remplacer le Reichsmark. Les autorités soviétiques réagirent en créant le Mark est-allemand dans leur zone d'occupation. De 1949 à 1990, la monnaie porte les noms successifs de « Deutsche Mark » de 1949 à 1964 (différent du Deutsche Mark de l’Allemagne de l'Ouest, qui circule pourtant clandestinement en RDA), de « Mark der Deutschen Notenbank » de 1964 à 1967, et de « Mark der DDR » (« Ostmark ») de 1967 à 1990.

#### L'union économique et monétaire avant la réunification
Le dimanche 1er juillet 1990, l’union économique et monétaire est réalisée avec le Deutsche Mark de la RFA en théorie suivant une parité de 1 contre 1, et le mark est-allemand est abandonné. Cette décision a impliqué une très nette surévaluation du mark est-allemand, tout du moins par rapport au cours pratiqué sur le marché noir, et, qu'en réalité, les prix n'étaient vraiment pas comparables. À l'occasion de cette union monétaire, les banques sont restées ouvertes jusqu'à minuit le samedi soir.
En ce qui concerne l'argent mis de côté (en espèces ou sur un compte bancaire), la parité de 1 contre 1 était limitée à 4 000 marks. Cette limite était pour les enfants (jusqu'à 14 ans inclus) de 2 000 marks, ce qui avait pour but de privilégier sensiblement les familles ayant un ou plusieurs enfants. Les personnes âgées de 60 ans et plus pouvaient profiter de ce taux de conversion plus avantageux jusqu'à hauteur de 6 000 marks.
Au-delà de ces montants, le taux de change était de 2 contre 1.
La réunification intervient quelques mois plus tard, le 3 octobre.
En quelques années, quelque 13 000 entreprises sont vendues et des millions de salariés perdent leur emploi. Deux ans après la réunification allemande, la production industrielle dans l'ex-RDA a chuté de 73 % par rapport à 1989.

## Société

### Communauté LGBT
L’homosexualité est dépénalisée en 1957 (douze ans avant l'Ouest), puis totalement légalisée en 1967[source insuffisante]. En 1973, le premier groupe organisé homosexuel du bloc de l'Est forme la HIB (Homosexuelle Interessengemeinschaft Berlin - Société d'intérêts homosexuelle de Berlin), qui organise des événements internationaux et adresse régulièrement des pétitions au ministère de la Santé. S'il continue à l'Ouest jusqu'aux années 1980, le fichage des homosexuels prend alors fin à l'Est.

### Place des femmes et de la famille
En 1972, l’accès à la contraception et à l’avortement, par la loi sur l'interruption volontaire de grossesse, devient libre et est pris en charge par le système de santé publique, malgré la campagne d’opposition menée par l’Église catholique[source insuffisante].
Après une forte chute de la natalité dans les années 1970, la RDA prend des mesures natalistes, notamment à destination des femmes isolées et divorcées. En RDA, les mères, contrairement à celles de la RFA, conciliaient sans difficultés vie familiale et vie professionnelle. En particulier, elles ne connaissaient pas la peur de perdre leur logement ou de ne pas obtenir de place en crèche, car elles pouvaient s’appuyer sur une protection sociale solide et fiable.
Le taux d’activité féminin est en 1990 le plus élevé au monde (91 %, contre 60 % en RFA). Cette situation s'expliquait notamment par la quasi-gratuité des crèches et leur nombre, permettant aux femmes de conjuguer vie professionnelle et vie familiale. Si elles acquièrent une indépendance économique, les Est-Allemandes, occupant souvent des emplois moins qualifiés, sont cependant payées en moyenne 30 % de moins que les hommes. Après la réunification, l'essentiel des structures sociales destinées à accueillir les enfants et les adolescents (crèches, jardins d’enfants, études dirigées, clubs de jeunes, colonies de vacances, etc) est progressivement démantelé, subissant un alignement sur la politique de la RFA.
Le système social spécifique à la maternité (crèches, congés, etc) et la législation relative au travail féminin sont plus développés en Allemagne de l'Est qu'à l'ouest. Le journal El País note en 1990 : « […] De nombreuses femmes éprouvent des craintes à l’égard des lois de la RFA ainsi que face au chômage et au démantèlement des services sociaux dont les mères ont jusqu’à présent bénéficié. En RDA, les mères au travail jouissent d’une garantie de places dans une crèche, de salaire et de préservation de leur emploi »[source insuffisante]. 
Les femmes sont réunies dans une organisation de masse, la Ligue démocratique des femmes d'Allemagne.

## Technologie et science
La science et la technologie en RDA étaient soumises aux directives idéologiques de l’État et donc du SED, qui s’engageait dans le socialisme scientifique. Cela concernait les points focaux de la recherche et la gestion des résultats dans les universités et l’industrie.
La croyance marxiste dans le progrès a dicté une politique de développement scientifique et technologique basée sur l'augmentation des forces productives et de fournir les ressources nécessaires au socialisme. Le slogan de Walter Ulbricht « La chimie apporte pain – prospérité – beauté » exprimait de façon claire sa confiance dans la « chimie » de la production et de l’agriculture en 1958.

### Organisation
L’Académie des sciences de la RDA organisait environ un tiers de la recherche technique et était la principale institution. Plusieurs instituts (centraux) ont mené des recherches dans divers domaines, tels que l’Institut central de recherche nucléaire de Dresde-Rossendorf à partir de 1956 ou l’Institut central de technologie de soudage sous la direction de Werner Gilde à Halle-sur-Saale à partir de 1952. En 1955, sept universités techniques existaient, dont trois ont ensuite été élevées au rang d’universités techniques, deux collèges agricoles, une université d’économie à Berlin et à partir de 1969 dix écoles d’ingénieurs qui ont émergé d’anciennes écoles d’ingénieurs. En leur sein, 6100 conférenciers y ont enseigné. En outre, il y avait les facultés mathématiques, scientifiques, médicales et techniques des six universités (Berlin, Greifswald, Halle-Wittenberg, Iéna, Leipzig et Rostock).

### Produits

#### Domaine spatial
- Développement de la « caméra multispectrale MKF 6 » pour l’observation géologique de la Terre et la télédétection militaire, utilisée dans les stations spatiales soviétiques à partir des années 1970
- Premier cosmonaute de la RDA : Sigmund Jähn, le 26 août 1978 avec Soyouz 31, dans le programme Intercosmos de la communauté socialiste des États, avec le cosmonaute de l’URSS Valeri Fiodorovitch Bykovsky, a été le premier cosmonaute allemand dans l’espace. Jähn a été préparé pour le vol avec le cosmonaute de réserve Eberhard Köllner dans la Cité des étoiles.

#### Électronique et informatique
- Développement, construction et copie de circuits intégrés analogiques et numériques tels que des microprocesseurs, des puces mémoire et des capteurs CCD ainsi que presque tous les composants électroniques actifs et passifs. Beaucoup de ces produits figuraient sur la liste d’embargo CCMEC mise en place par les États-Unis, le Japon, la CEE et d’autres pays occidentaux en raison de leur possible utilisation militaire. Le développement de sa propre technologie pour la production de puces mémoire a conduit à la production de circuits de mémoire complexes de 1 Mbit avec une largeur de structure de 1,2 μm. Depuis les années soixante-dix, plusieurs systèmes de microprocesseurs ont été développés :
  - 8 bits : U880 (copie du Zilog Z80, processeur standard pour tous les micro-ordinateurs 8 bits), avant U808 (équivalent à Intel 8008)
  - 16 bits : système U80600 (compatible Intel 80286), U8000 (équivalent au Zilog Z8000)
  - 32 bits : système U80700 (compatible MicroVAX 78032)
- Mainframe : ESER (compatible IBM S/360 et S/370, COMECON)
- Mini-ordinateur: K 1600, compatible DEC PDP-11; K1840, équivalent à DEC VAX 11/780
- Les ordinateurs personnels : PC 1715, A 5120 (les deux PC de bureau), EC 1834 (compatible XT) et l’ordinateur éducatif robotron A 5105 (pour les universités et la formation professionnelle) ont été produits par Robotron. Le micro-ordinateur 8 bits P8000 en version de bureau avec système d’exploitation OS/M (compatible avec CP/M) et en version tour en tant que micro-ordinateur 16 bits avec plusieurs postes de travail de surveillance pour les applications multi-utilisateurs et multi-tâches (système d’exploitation WEGA, compatible avec Unix) produit par l’EAW.
- Ordinateurs personnels : Z1013 (kit), Z 9001, KC 85/1, KC 87 et KC 85/2 à KC 85/4.
- Ordinateur renforcé : micro-ordinateur 8 bits MC80 de VEB Elektronik Gera.
- Développement et production de masse de divertissements (télévisions, radios) et d’électronique industrielle et d’électrotechnique, par exemple chez RFT et Robotron
- Technologie radio et équipement radio :
  - Émetteurs-récepteurs SEG 15 D, SEG 100, Teltow, EKN, par exemple chez Funkwerk Köpenick
  - Récepteurs radio EKV 10–13, EKD 100, 300 et 500
  - Radios U 700, UFT 721, UFS
  - Transmetteur à ondes courtes KSG 1300, KN1E, KN5E, KN20
- Moteurs, turbines et générateurs électriques.

## Sport et culture

### Le sport
Plus que d'autres États, la RDA recourt au sport pour affirmer son existence sur la scène internationale et renforcer le sentiment national. Les tableaux de médailles obtenues par ses athlètes lors des Jeux olympiques et autres compétitions internationales sont utilisés par les responsables de l'État. Héritière des traditions sportives allemandes, y compris le sport scolaire, la RDA, comme son homologue la RFA, pointe dans le haut des classements mondiaux à partir des années 1970. Comme la plupart de ses homologues du bloc de l'Est, le régime est-allemand utilise le sport comme moyen de propagande pour affirmer la liaison entre son régime social et la réussite sportive.

Drapeau de l'Équipe unifiée d'Allemagne.

L’État développe des structures méthodiques de détection et formation des jeunes talents dans toutes les disciplines. Dans plusieurs sports olympiques (athlétisme, natation), la « préparation scientifique » des sportifs, dérive dans le dopage pour décrocher médailles et titres. L’image des nageuses est-allemandes aux épaules d'haltérophiles et à la voix grave (« Elles sont ici pour nager, pas pour chanter ! » répondait leur entraîneur[réf. nécessaire] à une remarque d'un journaliste occidental), personnifiée par Kornelia Ender aux Jeux olympiques de 1976, est encore dans toutes les mémoires. Le sport est-allemand a ainsi enregistré plusieurs exploits douteux. Pour autant nombreux sont le résultat d'une préparation physique et mentale de champions de grande classe. En athlétisme, par exemple, le record du monde du 400 m dames (47,60 secondes) établi par Marita Koch en 1985 tient encore à ce jour. Pour les jeunes de la RDA, comme ailleurs, le sport qu'il pratiquait dès l'école, était source d'identification. Combien de jeunes cyclistes rêvèrent d'imiter les exploits de Gustav-Adolf Schur, champion et député, puis d'Olaf Ludwig, de jeunes patineuses songeaient aux figures de Katarina Witt, d'autres de Roland Matthes, de Wolfgang Nordwig et d'autres. De plus la réussite sportive leur permettait une certaine promotion sociale, bénéfice de certains avantages et reconnaissance personnelle. Mais là encore, la plupart des nations admettent que la réussite sportive ait un impact positif pour le champion.
Ainsi, une génération entière d’Allemands d'un certain âge garde le souvenir de l'historique victoire de la RDA sur la RFA (1-0, but de Jürgen Sparwasser) au premier tour de la Coupe du monde de football de 1974, le 22 juin de cette année-là à Hambourg, lors de la seule rencontre qui ait jamais eu lieu entre les deux équipes nationales allemandes[réf. nécessaire].
À l'instar des autres pays du bloc de l'Est, la RDA rejoint toutefois tardivement le mouvement paralympique, participant une seule fois aux Jeux paralympiques, en 1984 à New York.

### Culture et éducation
En RDA, la culture et l'éducation étaient très encouragées au sens de la doctrine de l'État et étaient également fortement réglementées selon la politique littéraire et culturelle du parti. La constitution de 1968 a propagé une culture socialiste, la vie culturelle des travailleurs et un lien étroit entre les travailleurs culturels et la vie du peuple. « La culture du corps, le sport et le tourisme en tant qu'éléments de la culture socialiste servent au développement physique et intellectuel complet des citoyens ». La production littéraire fut néanmoins très fournie malgré le contrôle politique.
En 1957, la RDA comptait 86 théâtres, 40 orchestres symphoniques, 11 092 bibliothèques, 284 musées locaux, d'art et d'histoire naturelle, 803 centres culturels, 451 clubs, 6 compagnies nationales artistiques populaires et 3 078 cinémas. Ainsi, en 1988, on comptait 18 505 bibliothèques d'État, de corporation et scientifiques, 1 838 centres culturels et clubs, 962 clubs de jeunes, 111 écoles de musique, 213 théâtres, 88 orchestres, 808 cinémas, 10 cabarets, 741 musées et 117 jardins zoologiques et zoos locaux[réf. nécessaire].
Le théâtre et le cabaret étaient très prisés des habitants de la RDA et il existait une scène très active et dynamique, notamment à Berlin. Le célèbre Semperoper de Dresde, détruit pendant la Seconde Guerre mondiale a pu rouvrir ses portes en 1985. Le Friedrichstadt-Palast à Berlin est le dernier grand bâtiment de prestige qui a été construit en RDA[réf. nécessaire].
L'une des particularités de la culture de la RDA était la grande quantité et la variété de groupes de rock allemand. Cela allait des « rockers d'État » déclarés comme les Puhdys, aux groupes critiques comme Silly et Renft. Certaines formations comme Karat ou City ont également connu des succès internationaux[réf. nécessaire].

#### Éducation et culture des jeunes
L'État possédait le monopole de l'éducation, par l'intermédiaire du ministère de l'Éducation. En dehors du système scolaire traditionnel, l'organisation Jeunesse libre allemande (Freie deutsche Jugend, en abrégé FDJ) avait pour mission de diffuser le marxisme-léninisme dans la jeunesse et de promouvoir une « éducation socialiste »[réf. nécessaire].

### Médias
Comme dans la plupart des pays communistes, les médias étaient placés sous la tutelle de l'État et soumis au contrôle de la section « agitation et propagande » (abteilung agitation) du Comité central du Parti socialiste unifié d'Allemagne (SED) jusqu'en 1989, puis du « Secrétariat du Comité central chargé de l'information et de la politique des médias » du SED de 1989 à 1990.
Le Allgemeiner Deutscher Nachrichtendienst (Service général allemand d'information) était l'agence de presse officielle de la RDA, et bénéficiait d'un monopole d'État.

#### Télévision

Logo de la télévision d'État Deutscher Fernsehfunk en 1990.

La télévision d'État, Deutscher Fernsehfunk (rebaptisée Fernsehen der DDR de 1972 à 1990 avant de reprendre brièvement son nom d'origine peu avant la réunification) opérait deux chaînes (DFF-1 et DFF-2) au contenu généraliste, mêlant informations (Aktuelle Kamera, journal télévisé diffusé quotidiennement à 19h30 sur la première chaîne et rediffusé à 22h00 sur la deuxième chaîne), culture, émissions pour la jeunesse et propagande (Der schwarze Kanal) afin de critiquer la société occidentale et notamment ouest-allemande, dont les chaînes de télévision ARD et ZDF (publiques) mais aussi Sat 1 (privée) étaient très regardées en RDA, en dépit de l'interdiction de principe qui en était faite.
La radiodiffusion d'État, Rundfunk der DDR, était constituée dans les années 1980 de quatre stations nationales (DDR-1, DDR-2, Berliner Rundfunk et DT64, à destination de la jeunesse, créée pour faire concurrence à la populaire radio ouest-allemande Sender Freies Berlin et plus encore, à la Rundfunk im amerikanischen Sektor); d'une station destinée à toute l'Allemagne (Deutschlandsender) et de trois stations internationales (Radio Berlin International, Berliner Welle et Stimme der DDR, c'est-à-dire « La voix de la RDA »).

#### Presse écrite
La presse nationale était représentée par plusieurs titres, dont le Neues Deutschland, organe officiel du SED (tiré à un million d'exemplaires en 1989) ou le Junge Welt, organe officiel de la Jeunesse libre allemande, le mouvement de jeunesse du parti. Près de quatorze journaux régionaux (Bezirkszeitungen), tous sous le contrôle du parti, étaient diffusés dans le pays, ainsi que le quotidien de Berlin-Est Berliner Zeitung et le journal populaire BZ am Abend. Parmi les magazines populaires figuraient le Wochenpost, le Eulenspiegel (satirique) ou Für Dich (magazine féminin), tous soumis au contrôle gouvernemental.

## Classification historico-politique
En 2010, l'historien allemand Jürgen Kocka fait le point sur le consensus des études les plus récentes :

« Le concept de dictature pour la RDA est désormais largement accepté, alors que la signification de ce concept varie. Des preuves massives ont été rassemblées pour démontrer le caractère répressif, antidémocratique, illibéral et non pluraliste du régime de la RDA et de son parti au pouvoir. Il est clair, et cela a été démontré avec force détails, que le gouvernement de la RDA est intervenu dans toutes les sphères de la vie publique dans le but de les contrôler, avec des instruments allant de la distribution inégale de l'aide sociale à la force brutale si nécessaire, en passant par la propagande de masse et un vaste appareil de contrôle. »